# Canada op de Olympische Zomerspelen 2024
Canada nam deel aan de Olympische Zomerspelen 2024 in Parijs, Frankrijk.
Bruny Surin - die zelf een gouden medaille won tijdens de Spelen van Atlanta 1996 - werd in mei 2022 benoemd als chef de mission.

## Medailleoverzicht
| Medaille | Naam | Sport              | Onderdeel                 | Datum            |
| -------- | --- | ------------------ | ------------------------- | ---------------- |
| Goud     | Christa Deguchi | Judo               | Licht -57 kg (v)          | 29 juli 2024     |
| Goud     | Summer McIntosh | Zwemmen            | 400 m. wisselslag (v)     | 29 juli 2024     |
| Goud     | Summer McIntosh | Zwemmen            | 200 m. vlinderslag (v)    | 1 augustus 2024  |
| Goud     | Summer McIntosh | Zwemmen            | 200 m. wisselslag (v)     | 3 augustus 2024  |
| Goud     | Ethan Katzberg | Atletiek           | hamerslingeren (m)        | 4 augustus 2024  |
| Goud     | Camryn Rogers | Atletiek           | hamerslingeren (v)        | 6 augustus 2024  |
| Goud     | Aaron Brown Jerome Blake Brendon Rodney Andre De Grasse | Atletiek           | 4x100 m (m)               | 9 augustus 2024  |
| Goud     | Katie Vincent | Kanovaren          | C1 200 m (v)              | 10 augustus 2024 |
| Goud     | Philip Kim | Breaking           | B-Boy's (m)               | 10 augustus 2024 |
|          | |                    |                           |                  |
| Zilver   | Summer McIntosh | Zwemmen            | 400 m. vrije slag (v)     | 27 juli 2024     |
| Zilver   | Rugbyteam Olivia Apps Fancy Bermudez Alysha Corrigan Caroline Crossley Chloe Daniels Asia Hogan-Rochester Piper Logan Carissa Norsten Krissy Scurfield Florence Symonds Keyara Wardley Charity Williams | Rugby              | Rugby sevens (v)          | 30 juli 2024     |
| Zilver   | Abigail Dent Caileigh Filmer Kasia Gruchalla-Wesierski Maya Meschkuleit Sydney Payne Jessica Sevick Kristina Walker Avalon Wasteneys Kristen Kit (s)                                                    | Roeien             | Acht (v)                  | 3 augustus 2024  |
| Zilver   | Josh Liendo | Zwemmen            | 100 m. vlinderslag (m)    | 3 augustus 2024  |
| Zilver   | Maude Charron | Gewichtheffen      | Licht -59 k (v)           | 8 augustus 2024  |
| Zilver   | Melissa Brandie | Beachvolleybal     | Beachvolleybal (v)        | 9 augustus 2024  |
| Zilver   | Marco Arop | Atletiek           | 800 m. (m)                | 10 augustus 2024 |
|          | |                    |                           |                  |
| Brons    | Eleanor Harvey | Schermen           | Floret (v)                | 28 juli 2024     |
| Brons    | Rylan Wiens Nathan Zsombor-Murray | Schoonspringen     | 10 m. toren synchroon (m) | 29 juli 2024     |
| Brons    | Ilya Kharun | Zwemmen            | 200 m. vlinderslag (m)    | 31 juli 2024     |
| Brons    | Sophiane Méthot | Trampolinespringen | Trampolinespringen (v)    | 2 augustus 2024  |
| Brons    | Gabriela Dabrowski Félix Auger-Aliassime | Tennis             | Dubbelspel (x)            | 2 augustus 2024  |
| Brons    | Kylie Masse | Zwemmen            | 200 m. rugslag (v)        | 2 augustus 2024  |
| Brons    | Ilya Kharun | Zwemmen            | 100 m. vlinderslag (v)    | 3 augustus 2024  |
| Brons    | Wyatt Sanford | Boksen             | Lichtgewicht -63,5 kg (m) | 4 augustus 2024  |
| Brons    | Alysha Newman | Atletiek           | polsstokhoogspringen (v)  | 7 augustus 2024  |
| Brons    | Skylar Park | Taekwondo          | Lichtgewicht -57 kg (v)   | 8 augustus 2024  |
| Brons    | Sloan MacKenzie Katie Vincent | Kanovaren          | C2 500 m (v)              | 9 augustus 2024  |

## Aantal Deelnemers
Hieronder volgt een overzicht van de atleten die zich kwalificeerden voor de Olympische Zomerspelen van 2024.
| Sport            | Mannen | Vrouwen | Totaal |
| ---------------- | ------ | ------- | ------ |
| Atletiek         | 22     | 26      | 48     |
| Badminton        | 3      | 1       | 4      |
| Basketbal        | 12     | 16      | 28     |
| Boksen           | 1      | 1       | 2      |
| Boogschieten     | 1      | 1       | 2      |
| Breaking         | 1      | 0       | 1      |
| Gewichtheffen    | 1      | 1       | 2      |
| Golf             | 2      | 2       | 4      |
| Gymnastiek       | 5      | 6       | 11     |
| Judo             | 3      | 4       | 7      |
| Kanovaren        | 6      | 9       | 15     |
| Paardensport     | 3      | 6       | 9      |
| Roeien           | 0      | 11      | 11     |
| Rugby            | 0      | 12      | 12     |
| Schermen         | 7      | 5       | 12     |
| Schietsport      | 2      | 1       | 3      |
| Schoonspringen   | 2      | 3       | 5      |
| Skateboarden     | 3      | 1       | 4      |
| Surfen           | 0      | 1       | 1      |
| Synchroonzwemmen | 0      | 8       | 8      |
| Taekwondo        | 0      | 2       | 2      |
| Tafeltennis      | 3      | 1       | 4      |
| Tennis           | 2      | 3       | 5      |
| Triatlon         | 2      | 1       | 3      |
| Voetbal          | 0      | 18      | 18     |
| Volleybal        | 14     | 4       | 18     |
| Waterpolo        | 0      | 13      | 13     |
| Wielersport      | 11     | 11      | 22     |
| Worstelen        | 2      | 4       | 6      |
| Zeilen           | 2      | 4       | 6      |
| Zwemmen          | 12     | 17      | 29     |
| totaal           | 122    | 193     | 315    |

## Deelnemers en resultaten

### Atletiek

#### Loopnummers
Mannen
| atleet                                                  | onderdeel          | voorronde | voorronde | series   | series | herkansingen | herkansingen | halve finale   | halve finale   | finale         | finale         |
| atleet                                                  | onderdeel          | tijd      | rang      | tijd     | rang   | tijd         | rang         | tijd           | rang           | Tijd           | Rang           |
| ------------------------------------------------------- | ------------------ | --------- | --------- | -------- | ------ | ------------ | ------------ | -------------- | -------------- | -------------- | -------------- |
| Duan Asemota                                            | 100 m              | bye       | bye       | 10,17    | 5      | n.v.t.       | n.v.t.       | niet geplaatst | niet geplaatst | niet geplaatst | niet geplaatst |
| Aaron Brown                                             | 100 m              | bye       | bye       | DSQ      | DSQ    | n.v.t.       | n.v.t.       | niet geplaatst | niet geplaatst | niet geplaatst | niet geplaatst |
| Aaron Brown                                             | 200 m              | n.v.t.    | n.v.t.    | 20,36    | 4 H    | 20,42        | 2 q          | 20,57          | 7              | niet geplaatst | niet geplaatst |
| Andre De Grasse                                         | 100 m              | bye       | bye       | 10,07    | 3 Q    | n.v.t.       | n.v.t.       | 9,98 SB        | 5              | niet geplaatst | niet geplaatst |
| Andre De Grasse                                         | 200 m              | n.v.t.    | n.v.t.    | 20,30    | 2 Q    | bye          | bye          | 20,41          | 3              | niet geplaatst | niet geplaatst |
| Brendon Rodney                                          | 200 m              | n.v.t.    | n.v.t.    | 20,30 SB | 4 H    | 20,42        | 1 Q          | 20,59          | 5              | niet geplaatst | niet geplaatst |
| Christopher Morales-Williams                            | 400 m              | n.v.t.    | n.v.t.    | 44,96    | 2 Q    | bye          | bye          | 45,25          | 8              | niet geplaatst | niet geplaatst |
| Marco Arop                                              | 800 m              | n.v.t.    | n.v.t.    | 1.45,74  | 2 Q    | bye          | bye          | 1.45,05        | 1 Q            | 1.41,20 NAR    | Zilver         |
| Kieran Lumb                                             | 1500 m             | n.v.t.    | n.v.t.    | 3.38,11  | 10 H   | 3.35,76      | 5            | niet geplaatst | niet geplaatst | niet geplaatst | niet geplaatst |
| Charles Philibert-Thiboutot                             | 1500 m             | n.v.t.    | n.v.t.    | 3.36,92  | 14 H   | 3.33,53 SB   | 2 Q          | 3.33,29        | 11             | niet geplaatst | niet geplaatst |
| Thomas Fafard                                           | 5000 m             | n.v.t.    | n.v.t.    | 14.09,37 | 8 Q    | n.v.t.       | n.v.t.       | n.v.t.         | n.v.t.         | 13.49,70       | 22             |
| Ben Flanagan                                            | 5000 m             | n.v.t.    | n.v.t.    | 13.59,23 | 17     | n.v.t.       | n.v.t.       | n.v.t.         | n.v.t.         | niet geplaatst | niet geplaatst |
| Mohammed Ahmed                                          | 5000 m             | n.v.t.    | n.v.t.    | 14.15,76 | 16     | n.v.t.       | n.v.t.       | n.v.t.         | n.v.t.         | niet geplaatst | niet geplaatst |
| Mohammed Ahmed                                          | 10000 m            | n.v.t.    | n.v.t.    | n.v.t.   | n.v.t. | n.v.t.       | n.v.t.       | n.v.t.         | n.v.t.         | 26.43,79       | 4              |
| Craig Thorne                                            | 110 m horden       | n.v.t.    | n.v.t.    | 13,60    | 7 H    | 13,62        | 5            | niet geplaatst | niet geplaatst | niet geplaatst | niet geplaatst |
| Jean-Simon Desgagnés                                    | 3000m steeplechase | n.v.t.    | n.v.t.    | 8.25,28  | 5 Q    | n.v.t.       | n.v.t.       | n.v.t.         | n.v.t.         | 8.19,31        | 13             |
| Cameron Levins                                          | marathon           | n.v.t.    | n.v.t.    | n.v.t.   | n.v.t. | n.v.t.       | n.v.t.       | n.v.t.         | n.v.t.         | 2.11.56 SB     | 36             |
| Rory Linkletter                                         | marathon           | n.v.t.    | n.v.t.    | n.v.t.   | n.v.t. | n.v.t.       | n.v.t.       | n.v.t.         | n.v.t.         | 2.13.09        | 47             |
| Evan Dunfee                                             | 20km snelwandelen  | n.v.t.    | n.v.t.    | n.v.t.   | n.v.t. | n.v.t.       | n.v.t.       | n.v.t.         | n.v.t.         | 1.19.16        | 5              |
| Jerome Blake Aaron Brown Andre De Grasse Brendon Rodney | 4x100m             | n.v.t.    | n.v.t.    | 38,39    | 3 Q    | n.v.t.       | n.v.t.       | n.v.t.         | n.v.t.         | 37,50          | Goud           |

Vrouwen
| atlete | onderdeel          | voorronde | voorronde | series   | series | herkansingen | herkansingen | halve finale   | halve finale   | finale         | finale         |
| atlete | onderdeel          | tijd      | rang      | tijd     | rang   | tijd         | rang         | tijd           | rang           | tijd           | rang           |
| --- | ------------------ | --------- | --------- | -------- | ------ | ------------ | ------------ | -------------- | -------------- | -------------- | -------------- |
| Audrey Leduc                                                                                                | 100m               | bye       | bye       | 10,95 NR | 1 Q    | n.v.t.       | n.v.t.       | 11,10          | 5              | niet geplaatst | niet geplaatst |
| Audrey Leduc                                                                                                | 200m               | n.v.t.    | n.v.t.    | 22,88    | 3 Q    | bye          | bye          | 22,68          | 6              | niet geplaatst | niet geplaatst |
| Jacqueline Madogo                                                                                           | 100m               | bye       | bye       | 11,27    | 4      | n.v.t.       | n.v.t.       | niet geplaatst | niet geplaatst | niet geplaatst | niet geplaatst |
| Jacqueline Madogo                                                                                           | 200m               | n.v.t.    | n.v.t.    | 22,78 PB | 4 H    | 22,58 PB     | 1 Q          | 22,81          | 7              | niet geplaatst | niet geplaatst |
| Lauren Gale                                                                                                 | 400m               | n.v.t.    | n.v.t.    | 53,13    | 6 H    | 52,68        | 6            | niet geplaatst | niet geplaatst | niet geplaatst | niet geplaatst |
| Zoe Sherar                                                                                                  | 400m               | n.v.t.    | n.v.t.    | 51,97    | 7 H    | 51,43        | 3            | niet geplaatst | niet geplaatst | niet geplaatst | niet geplaatst |
| Jazz Shukla                                                                                                 | 800m               | n.v.t.    | n.v.t.    | 2.00,80  | 5 H    | 2.02,00      | 2            | niet geplaatst | niet geplaatst | niet geplaatst | niet geplaatst |
| Kate Current                                                                                                | 1500m              | n.v.t.    | n.v.t.    | 4.09,81  | 12 H   | 4.08,91      | 10           | niet geplaatst | niet geplaatst | niet geplaatst | niet geplaatst |
| Simone Plourde                                                                                              | 1500m              | n.v.t.    | n.v.t.    | 4.06,59  | 9 H    | 4.08,49      | 6            | niet geplaatst | niet geplaatst | niet geplaatst | niet geplaatst |
| Lucia Stafford                                                                                              | 1500m              | n.v.t.    | n.v.t.    | 4.02,22  | 10 H   | 4.02,26      | 5            | niet geplaatst | niet geplaatst | niet geplaatst | niet geplaatst |
| Briana Scott                                                                                                | 5000m              | n.v.t.    | n.v.t.    | 15.47,30 | 19     | n.v.t.       | n.v.t.       | n.v.t.         | n.v.t.         | niet geplaatst | niet geplaatst |
| Mariam Abdul-Rashid                                                                                         | 100m horden        | n.v.t.    | n.v.t.    | 12,80    | 5 q    | bye          | bye          | 12,60 PB       | 5              | niet geplaatst | niet geplaatst |
| Michelle Harrison                                                                                           | 100m horden        | n.v.t.    | n.v.t.    | 13,40    | 8      | 13,30        | 7            | niet geplaatst | niet geplaatst | niet geplaatst | niet geplaatst |
| Savannah Sutherland                                                                                         | 400m horden        | n.v.t.    | n.v.t.    | 54,80    | 3 Q    | bye          | bye          | 53,80          | 6 q            | 53,88          | 7              |
| Ceili McCabe                                                                                                | 3000m steeplechase | n.v.t.    | n.v.t.    | 9.20,71  | 7      | n.v.t.       | n.v.t.       | n.v.t.         | n.v.t.         | niet geplaatst | niet geplaatst |
| Regan Yee                                                                                                   | 3000m steeplechase | n.v.t.    | n.v.t.    | 8.27,81  | 12     | n.v.t.       | n.v.t.       | n.v.t.         | n.v.t.         | niet geplaatst | niet geplaatst |
| Malindi Elmore                                                                                              | marathon           | n.v.t.    | n.v.t.    | n.v.t.   | n.v.t. | n.v.t.       | n.v.t.       | n.v.t.         | n.v.t.         | 2.31.08        | 35             |
| Mariam Abdul-Rashid Crystal Emmanuel-Ahye Marie-Éloïse Leclair Audrey Leduc Jacqueline Madogo Sade McCreath | 4x100m             | n.v.t.    | n.v.t.    | 42,50 NR | 7 q    | n.v.t.       | n.v.t.       | n.v.t.         | n.v.t.         | 42,69          | 6              |
| Kyra Constantine Lauren Gale Jasneet Nijjar Zoe Sherar Aiyanna Stiverne Savannah Sutherland                 | 4x400m             | n.v.t.    | n.v.t.    | 3.25,77  | 8 q    | n.v.t.       | n.v.t.       | n.v.t.         | n.v.t.         | 3.22,01 SB     | 6              |

Gemengd
| atleten                    | onderdeel             | finale     | finale |
| atleten                    | onderdeel             | tijd       | rang   |
| -------------------------- | --------------------- | ---------- | ------ |
| Evan Dunfee Olivia Lundman | marathon snelwandelen | 3.04.57 NR | 20     |

#### Technische nummers
Mannen
| atleet         | onderdeel      | kwalificaties | kwalificaties | finale         | finale         |
| atleet         | onderdeel      | afstand       | rang          | afstand        | rang           |
| -------------- | -------------- | ------------- | ------------- | -------------- | -------------- |
| Rowan Hamilton | hamerslingeren | 77,78 m PB    | 2 Q           | 76,59 m        | 9              |
| Ethan Katzberg | hamerslingeren | 79,93 m       | 1 Q           | 84,12 m        | Goud           |
| Adam Keenan    | hamerslingeren | 74,45 m SB    | 13            | niet geplaatst | niet geplaatst |

Vrouwen
| atlete        | onderdeel        | kwalificaties | kwalificaties | finale         | finale         |
| atlete        | onderdeel        | afstand       | rang          | afstand        | rang           |
| ------------- | ---------------- | ------------- | ------------- | -------------- | -------------- |
| Anicka Newell | polsstokspringen | 4,40 m        | 26            | niet geplaatst | niet geplaatst |
| Alysha Newman | polsstokspringen | 4,55 m        | 7 q           | 4,85 m NR      | Brons          |
| Camryn Rogers | hamerslingeren   | 74,69 m       | 2 Q           | 76,97 m        | Goud           |
| Sarah Mitton  | kogelstoten      | 19,77 m       | 1 Q           | 17,48 m        | 12             |

#### Meerkamp
| atleet        | onderdeel | onderdeel | 100 m                                 | vs                                    | ks                                    | hs                                    | 400 m                                 | 110 h                                 | dw                                    | ph                                    | sw                                    | 1500 m                                | totaal                                | rang                                  |
| ------------- | --------- | --------- | ------------------------------------- | ------------------------------------- | ------------------------------------- | ------------------------------------- | ------------------------------------- | ------------------------------------- | ------------------------------------- | ------------------------------------- | ------------------------------------- | ------------------------------------- | ------------------------------------- | ------------------------------------- |
| Pierce LePage | tienkamp  | res.      | forfait op 18-07-2024 wegens blessure | forfait op 18-07-2024 wegens blessure | forfait op 18-07-2024 wegens blessure | forfait op 18-07-2024 wegens blessure | forfait op 18-07-2024 wegens blessure | forfait op 18-07-2024 wegens blessure | forfait op 18-07-2024 wegens blessure | forfait op 18-07-2024 wegens blessure | forfait op 18-07-2024 wegens blessure | forfait op 18-07-2024 wegens blessure | forfait op 18-07-2024 wegens blessure | forfait op 18-07-2024 wegens blessure |
| Pierce LePage | tienkamp  | pnt.      | forfait op 18-07-2024 wegens blessure | forfait op 18-07-2024 wegens blessure | forfait op 18-07-2024 wegens blessure | forfait op 18-07-2024 wegens blessure | forfait op 18-07-2024 wegens blessure | forfait op 18-07-2024 wegens blessure | forfait op 18-07-2024 wegens blessure | forfait op 18-07-2024 wegens blessure | forfait op 18-07-2024 wegens blessure | forfait op 18-07-2024 wegens blessure | forfait op 18-07-2024 wegens blessure | forfait op 18-07-2024 wegens blessure |
| Damian Warner | tienkamp  | res.      | 10,25                                 | 7,79                                  | 14,45                                 | 2,02 SB                               | 47,34 SB                              | 13,62                                 | 48,68 SB                              | NM                                    | opgave                                | opgave                                | DNF                                   | DNF                                   |
| Damian Warner | tienkamp  | pnt.      | 1035                                  | 1007                                  | 756                                   | 822                                   | 941                                   | 1024                                  | 843                                   | 0                                     | opgave                                | opgave                                | DNF                                   | DNF                                   |

### Badminton
Mannen
| atleet               | onderdeel  | groepsfase                     | groepsfase                    | groepsfase                  | groepsfase | eliminatie           | kwartfinale          | halve finale         | finale / BM          | finale / BM    |
| atleet               | onderdeel  | tegenstander uitslag           | tegenstander uitslag          | tegenstander uitslag        | rang       | tegenstander uitslag | tegenstander uitslag | tegenstander uitslag | tegenstander uitslag | rang           |
| -------------------- | ---------- | ------------------------------ | ----------------------------- | --------------------------- | ---------- | -------------------- | -------------------- | -------------------- | -------------------- | -------------- |
| Brian Yang           | enkelspel  | Panarin W 21-18, 21-10         | Nishimoto V 14-21, 18-21      | n.v.t.                      | 2          | niet geplaatst       | niet geplaatst       | niet geplaatst       | niet geplaatst       | niet geplaatst |
| Adam Dong Nyl Yakura | dubbelspel | Liang W - Wang C V 5-21, 12-21 | Chia - Soh W Y V 10-21, 15-21 | Lane - Vendy V 14-21, 12-21 | 4          | n.v.t.               | niet geplaatst       | niet geplaatst       | niet geplaatst       | niet geplaatst |

Vrouwen
| atleet      | onderdeel | groepsfase            | groepsfase                      | groepsfase           | groepsfase | eliminatie           | kwartfinale          | halve finale         | finale / BM          | finale / BM    |
| atleet      | onderdeel | tegenstander uitslag  | tegenstander uitslag            | tegenstander uitslag | rang       | tegenstander uitslag | tegenstander uitslag | tegenstander uitslag | tegenstander uitslag | rang           |
| ----------- | --------- | --------------------- | ------------------------------- | -------------------- | ---------- | -------------------- | -------------------- | -------------------- | -------------------- | -------------- |
| Michelle Li | enkelspel | Thuzar W 21-16, 25-23 | Yamaguchi V 24-22, 17-21, 12-21 | n.v.t.               | 2          | niet geplaatst       | niet geplaatst       | niet geplaatst       | niet geplaatst       | niet geplaatst |

### Basketbal

#### 3x3
Vrouwen
| Olympiër                                                    | Discipline | Resultaat | Prestatie |
| ----------------------------------------------------------- | ---------- | --------- | --------- |
| Kacie Bosch Paige Crozon Katherine Plouffe Michelle Plouffe | 3x3        | 4         | zie onder |

| Groep |                  |             |             |             |            |            |            |        |
| #     | Land             | Wedstrijden | Wedstrijden | Wedstrijden | Doelpunten | Doelpunten | Doelpunten | Punten |
| #     | Land             | GW          | W           | V           | V          | T          | Saldo      | Punten |
| 1     | Duitsland        | 7           | 6           | 1           | 117        | 100        | +17        | 13     |
| 2     | Spanje           | 7           | 4           | 3           | 115        | 114        | +1         | 11     |
| 3     | Verenigde Staten | 7           | 4           | 3           | 108        | 109        | -1         | 11     |
| 4     | Canada           | 7           | 4           | 3           | 129        | 112        | +17        | 11     |
| 5     | Australië        | 7           | 4           | 3           | 127        | 122        | +5         | 11     |
| 6     | China            | 7           | 2           | 5           | 107        | 123        | -16        | 9      |
| 7     | Azerbeidzjan     | 7           | 2           | 5           | 106        | 123        | -17        | 9      |
| 8     | Frankrijk        | 7           | 2           | 5           | 99         | 105        | -6         | 9      |

| Ronde          | Datum           | Tijd  | Land      | Score   | Land             |  |
| -------------- | --------------- | ----- | --------- | ------- | ---------------- |  |
| groepsfase     | 30 juli 2024    | 18:00 | Australië | 14 - 22 | Canada           |  |
| groepsfase     | 31 juli 2024    | 18:00 | Canada    | 21 - 11 | China            |  |
| groepsfase     | 1 augustus 2024 | 09:30 | Duitsland | 19 - 15 | Canada           |  |
| groepsfase     | 1 augustus 2024 | 22:00 | Canada    | 13 - 9  | Frankrijk        |  |
| groepsfase     | 2 augustus 2024 | 18:00 | Canada    | 17 - 18 | Verenigde Staten |  |
| groepsfase     | 2 augustus 2024 | 21:00 | Spanje    | 22 - 20 | Canada           |  |
| groepsfase     | 3 augustus 2024 | 17:30 | Canada    | 21 - 19 | Azerbeidzjan     |  |
|                |                 |       |           |         |                  |  |
| kwartfinale    | 3 augustus 2024 | 21:30 | Canada    | 21 - 10 | Australië        |  |
|                |                 |       |           |         |                  |  |
| halve finale   | 5 augustus 2024 | 18:30 | Duitsland | 16 - 15 | Canada           |  |
|                |                 |       |           |         |                  |  |
| bronzen finale | 5 augustus 2024 | 21:00 | Canada    | 13 - 16 | Verenigde Staten |  |

#### Mannenteam
| Olympiër | Onderdeel | Resultaat | Prestatie |
| --- | --------- | --------- | --------- |
| Nickeil Alexander-Walker RJ Barrett Khem Birch Dillon Brooks Luguentz Dort Melvin Ejim Shai Gilgeous-Alexander Trey Lyles Jamal Murray Andrew Nembhard Kelly Olynyk Dwight Powell | mannen    | 5         | zie onder |

| Groep |             |             |             |             |             |            |            |            |        |
| #     | Land        | Wedstrijden | Wedstrijden | Wedstrijden | Wedstrijden | Doelpunten | Doelpunten | Doelpunten | Punten |
| #     | Land        | GW          | W           | G           | V           | V          | T          | Saldo      | Punten |
| 1     | Canada      | 3           | 3           | 0           | 0           | 267        | 247        | +20        | 6      |
| 2     | Australië   | 3           | 1           | 0           | 2           | 246        | 250        | -4         | 4      |
| 3     | Griekenland | 3           | 1           | 0           | 2           | 233        | 241        | -8         | 4      |
| 4     | Spanje      | 3           | 1           | 0           | 2           | 249        | 257        | -8         | 4      |

| groepsfase      |                 |                |                |                |                |                |                |
| 27 juli 2024    | 21:00           | Griekenland    | 79 - 86        | Canada         |                |                |                |
| 30 juli 2024    | 13:30           | Canada         | 93 - 83        | Australië      |                |                |                |
| 2 augustus 2024 | 17:15           | Canada         | 88 - 85        | Spanje         |                |                |                |
|                 |                 |                |                |                |                |                |                |
| kwartfinale     | 6 augustus 2024 | 18:00          | Frankrijk      | 82 - 73        | Canada         |                |                |
|                 |                 |                |                |                |                |                |                |
| halve finale    | niet geplaatst  | niet geplaatst | niet geplaatst | niet geplaatst | niet geplaatst | niet geplaatst | niet geplaatst |
|                 |                 |                |                |                |                |                |                |
| finale          | niet geplaatst  | niet geplaatst | niet geplaatst | niet geplaatst | niet geplaatst | niet geplaatst | niet geplaatst |

#### Vrouwenteam
Het Canadese damesbasketbalteam kwalificeerde zich door bij de beste drie te eindigen op het Olympisch kwalificatietoernooi van 2024 in Sopron , Hongarije.
| Olympiër | Onderdeel | Resultaat | Prestatie |
| --- | --------- | --------- | --------- |
| Natalie Achonwa Kayla Alexander Laeticia Amihere Bridget Carleton Shay Colley Aaliyah Edwards Yvonne Ejim Nirra Fields Sami Hill Kia Nurse Cassandre Prosper Syla Swords | vrouwen   | 11        | zie onder |

| Groep |           |             |             |             |             |            |            |            |        |
| #     | Land      | Wedstrijden | Wedstrijden | Wedstrijden | Wedstrijden | Doelpunten | Doelpunten | Doelpunten | Punten |
| #     | Land      | GW          | W           | G           | V           | V          | T          | Saldo      | Punten |
| 1     | Frankrijk | 3           | 2           | 0           | 1           | 222        | 187        | +35        | 5      |
| 2     | Australië | 3           | 2           | 0           | 1           | 211        | 212        | -1         | 5      |
| 3     | Nigeria   | 3           | 2           | 0           | 1           | 208        | 207        | +1         | 5      |
| 4     | Canada    | 3           | 0           | 0           | 3           | 189        | 224        | -35        | 3      |

| groepsfase      |                |                |                |                |                |                |                |
| 29 juli 2024    | 17:15          | Canada         | 54 - 75        | Frankrijk      |                |                |                |
| 1 augustus 2024 | 13:30          | Canada         | 65 - 70        | Australië      |                |                |                |
| 4 augustus 2024 | 13:30          | Canada         | 70 - 79        | Nigeria        |                |                |                |
|                 |                |                |                |                |                |                |                |
| kwartfinale     | niet geplaatst | niet geplaatst | niet geplaatst | niet geplaatst | niet geplaatst | niet geplaatst | niet geplaatst |
|                 |                |                |                |                |                |                |                |
| halve finale    | niet geplaatst | niet geplaatst | niet geplaatst | niet geplaatst | niet geplaatst | niet geplaatst | niet geplaatst |
|                 |                |                |                |                |                |                |                |
| finale          | niet geplaatst | niet geplaatst | niet geplaatst | niet geplaatst | niet geplaatst | niet geplaatst | niet geplaatst |

### Boksen
Mannen
| atleet        | onderdeel    | eerste ronde         | tweede ronde         | kwartfinale          | halve finale         | finale               | rang |
| atleet        | onderdeel    | tegenstander uitslag | tegenstander uitslag | tegenstander uitslag | tegenstander uitslag | tegenstander uitslag | rang |
| ------------- | ------------ | -------------------- | -------------------- | -------------------- | -------------------- | -------------------- | ---- |
| Wyatt Sanford | lichtgewicht |                      |                      |                      |                      |                      |      |

Vrouwen
| atlete            | onderdeel     | eerste ronde         | tweede ronde         | kwartfinale          | halve finale         | finale               | rang |
| atlete            | onderdeel     | tegenstander uitslag | tegenstander uitslag | tegenstander uitslag | tegenstander uitslag | tegenstander uitslag | rang |
| ----------------- | ------------- | -------------------- | -------------------- | -------------------- | -------------------- | -------------------- | ---- |
| Tammara Thibeault | middelgewicht |                      |                      |                      |                      |                      |      |

### Boogschieten
Mannen
| atleet      | onderdeel   | plaatsingsronde | plaatsingsronde | eerste ronde         | tweede ronde         | derde ronde          | kwartfinale          | halve finale         | finale / BM          | finale / BM    |
| atleet      | onderdeel   | score           | rang            | tegenstander uitslag | tegenstander uitslag | tegenstander uitslag | tegenstander uitslag | tegenstander uitslag | tegenstander uitslag | rang           |
| ----------- | ----------- | --------------- | --------------- | -------------------- | -------------------- | -------------------- | -------------------- | -------------------- | -------------------- | -------------- |
| Eric Peters | individueel | 659             | 36              | Abdullin W 6 - 4     | Bommadevara W 6 - 5  | Nespoli V 2 - 6      | niet geplaatst       | niet geplaatst       | niet geplaatst       | niet geplaatst |

Vrouwen
| atleet           | onderdeel   | plaatsingsronde | plaatsingsronde | eerste ronde         | tweede ronde         | derde ronde          | kwartfinale          | halve finale         | finale / BM          | finale / BM    |
| atleet           | onderdeel   | score           | rang            | tegenstander uitslag | tegenstander uitslag | tegenstander uitslag | tegenstander uitslag | tegenstander uitslag | tegenstander uitslag | rang           |
| ---------------- | ----------- | --------------- | --------------- | -------------------- | -------------------- | -------------------- | -------------------- | -------------------- | -------------------- | -------------- |
| Virginie Chénier | individueel | 649             | 33              | Octavia V 2 - 6      | niet geplaatst       | niet geplaatst       | niet geplaatst       | niet geplaatst       | niet geplaatst       | niet geplaatst |

Gemengd
| atleet                       | onderdeel | plaatsingsronde | plaatsingsronde | eerste ronde         | kwartfinale          | halve finale         | finale / BM          | finale / BM |
| atleet                       | onderdeel | score           | rang            | tegenstander uitslag | tegenstander uitslag | tegenstander uitslag | tegenstander uitslag | rang        |
| ---------------------------- | --------- | --------------- | --------------- | -------------------- | -------------------- | -------------------- | -------------------- | ----------- |
| Virginie Chénier Eric Peters | team      | 1308            | 20              | niet geplaatst       | niet geplaatst       | niet geplaatst       | niet geplaatst       | 20          |

### Breaking
Mannen
| Atleet     | Nickname    | Onderdeel | Kwalificatie | Kwalificatie | Kwartfinale            | Halve finale           | Finale / BM            | Finale / BM |
| Atleet     | Nickname    | Onderdeel | Punten       | Rang         | Tegenstander Resultaat | Tegenstander Resultaat | Tegenstander Resultaat | Rang        |
| ---------- | ----------- | --------- | ------------ | ------------ | ---------------------- | ---------------------- | ---------------------- | ----------- |
| Philip Kim | Phil Wizard | B-Boys    | 40           | 1 Q          | Demierre W 3 - 0       | Nakarai W 3 - 0        | Civil W 3 - 0          | 1 [ 4 ]     |

### Gewichtheffen
Mannen
| atleet        | onderdeel | trekken | trekken | stoten | stoten | totaal | rang |
| atleet        | onderdeel | score   | rang    | score  | rang   | totaal | rang |
| ------------- | --------- | ------- | ------- | ------ | ------ | ------ | ---- |
| Boady Santavy | -89 kg    | 163     | 9       | NM     | DNF    | DNF    | DNF  |

Vrouwen
| atlete        | onderdeel | trekken | trekken | stoten | stoten | totaal | rang   |
| atlete        | onderdeel | score   | rang    | score  | rang   | totaal | rang   |
| ------------- | --------- | ------- | ------- | ------ | ------ | ------ | ------ |
| Maude Charron | -59 kg    | 106     | 2       | 130    | 2      | 236    | Zilver |

### Golf
| atleet           | onderdeel | eerste ronde | tweede ronde | derde ronde | vierde ronde | totaal | totaal | totaal |
| atleet           | onderdeel | score        | score        | score       | score        | score  | par    | rang   |
| ---------------- | --------- | ------------ | ------------ | ----------- | ------------ | ------ | ------ | ------ |
| Corey Conners    | mannen    | 68           | 69           | 69          | 66           | 272    | -12    | 9      |
| Nick Taylor      | mannen    | 70           | 73           | 68          | 69           | 280    | -4     | 30     |
| Brooke Henderson | vrouwen   | 74           | 73           | 67          | 71           | 285    | -3     | 13     |
| Alena Sharp      | vrouwen   | 71           | 76           | 77          | 73           | 297    | +9     | 42     |

### Gymnastiek

#### Turnen
Mannen
| atleet          | onderdeel | kwalificatie | kwalificatie | kwalificatie | kwalificatie | kwalificatie | kwalificatie | kwalificatie | kwalificatie | finale  | finale  | finale  | finale  | finale  | finale  | finale  | finale  |
| atleet          | onderdeel | toestel      | toestel      | toestel      | toestel      | toestel      | toestel      | totaal       | positie      | toestel | toestel | toestel | toestel | toestel | toestel | totaal  | positie |
| atleet          | onderdeel | vloer        | voltige      | ringen       | sprong       | brug         | rekstok      | totaal       | positie      | vloer   | voltige | ringen  | sprong  | brug    | rekstok | totaal  | positie |
| --------------- | --------- | ------------ | ------------ | ------------ | ------------ | ------------ | ------------ | ------------ | ------------ | ------- | ------- | ------- | ------- | ------- | ------- | ------- | ------- |
| Zachary Clay    | team      | -            | 13,733       | -            | -            | 12,900       | -            | n.v.t.       | n.v.t.       | -       | 14,133  | -       | -       | -       | -       | n.v.t.  | n.v.t.  |
| René Cournoyer  | team      | 13,333       | 13,033       | 13,933       | 13,766       | 14,333       | 12,400       | 80,798       | 26 Q         | -       | 10,566  | 12,866  | 14,400  | 14,266  | 13,600  | n.v.t.  | n.v.t.  |
| Félix Dolci     | team      | 14,133       | 11,133       | 13,366       | 14,333       | 14,400       | 14,133       | 81,498       | 22 Q         | 13,966  | -       | 13,633  | 14,300  | 13,566  | 13,966  | n.v.t.  | n.v.t.  |
| William Émard   | team      | 14,000       | -            | 14,400       | 14,266       | -            | 11,066       | n.v.t.       | n.v.t.       | 13,833  | -       | 13,366  | 14,466  | -       | -       | n.v.t.  | n.v.t.  |
| Samuel Zakutney | team      | 13,233       | 12,233       | 12,600       | 13,633       | 13,966       | 14,033       | 79,698       | 29           | 13,400  | 13,266  | -       | -       | 14,333  | 13,500  | n.v.t.  | n.v.t.  |
| Totaal          | team      | 41,466       | 38,999       | 41,699       | 42,365       | 42,699       | 40,566       | 247,794      | 8 Q          | 41,199  | 37,965  | 39,865  | 43,166  | 42,165  | 41,066  | 245,426 | 8       |

Individuele finales
| atleet         | onderdeel | kwalificatie | kwalificatie | kwalificatie | kwalificatie | kwalificatie | kwalificatie | kwalificatie | kwalificatie | finale  | finale  | finale  | finale  | finale  | finale  | finale | finale  |
| atleet         | onderdeel | toestel      | toestel      | toestel      | toestel      | toestel      | toestel      | totaal       | positie      | toestel | toestel | toestel | toestel | toestel | toestel | totaal | positie |
| atleet         | onderdeel | vloer        | voltige      | ringen       | sprong       | brug         | rekstok      | totaal       | positie      | vloer   | voltige | ringen  | sprong  | brug    | rekstok | totaal | positie |
| -------------- | --------- | ------------ | ------------ | ------------ | ------------ | ------------ | ------------ | ------------ | ------------ | ------- | ------- | ------- | ------- | ------- | ------- | ------ | ------- |
| René Cournoyer | meerkamp  | zie team     | zie team     | zie team     | zie team     | zie team     | zie team     | zie team     | zie team     | 13,600  | 13,100  | 13,700  | 13,733  | 14,300  | 13,300  | 81,733 | 17      |
| Félix Dolci    | meerkamp  | zie team     | zie team     | zie team     | zie team     | zie team     | zie team     | zie team     | zie team     | 14,366  | 12,533  | 13,766  | 14,366  | 14,333  | 11,733  | 81,097 | 20      |

Vrouwen
| Turnster(s)   | Onderdeel | Kwalificatie | Kwalificatie | Kwalificatie | Kwalificatie | Kwalificatie | Kwalificatie | Finale  | Finale  | Finale  | Finale  | Finale  | Finale |
| Turnster(s)   | Onderdeel | Toestel      | Toestel      | Toestel      | Toestel      | Totaal       | Plaats       | Toestel | Toestel | Toestel | Toestel | Totaal  | Plaats |
| Turnster(s)   | Onderdeel | Sprong       | Brug         | Balk         | Vloer        | Totaal       | Plaats       | Sprong  | Brug    | Balk    | Vloer   | Totaal  | Plaats |
| ------------- | --------- | ------------ | ------------ | ------------ | ------------ | ------------ | ------------ | ------- | ------- | ------- | ------- | ------- | ------ |
| Ellie Black   | Team      | 14,000 Q     | 14,166       | 13,100       | 13,400       | 54,766       | 9 Q          | 14,166  | 12,800  | 14,300  | 13,633  | n.v.t.  | n.v.t. |
| Cassie Lee    | Team      | -            | 12,166       | 13,466       | 12,366       | n.v.t.       | n.v.t.       | -       | -       | 13,333  | 12,600  | n.v.t.  | n.v.t. |
| Shallon Olsen | Team      | 14,166 Q     | -            | -            | -            | n.v.t.       | n.v.t.       | 14,400  | -       | -       | -       | n.v.t.  | n.v.t. |
| Ava Stewart   | Team      | 13,600       | 13,466       | 12,633       | 12,633       | 52,332       | 26 Q         | 13,300  | 13,500  | 13,800  | -       | n.v.t.  | n.v.t. |
| Aurélie Tran  | Team      | 13,166       | 13,500       | 12,066       | 13,066       | 51,798       | 29           | -       | 13,500  | -       | 13,100  | n.v.t.  | n.v.t. |
| Totaal        | Team      | 42,133       | 41,132       | 39,199       | 39,099       | 161,563      | 6 Q          | 41,866  | 39,800  | 41,433  | 39,333  | 162,432 | 5      |

Individuele finales
| Turnster(s)   | Onderdeel | Kwalificatie | Kwalificatie | Kwalificatie | Kwalificatie | Kwalificatie | Kwalificatie | Finale  | Finale  | Finale  | Finale  | Finale | Finale |
| Turnster(s)   | Onderdeel | Toestel      | Toestel      | Toestel      | Toestel      | Totaal       | Plaats       | Toestel | Toestel | Toestel | Toestel | Totaal | Plaats |
| Turnster(s)   | Onderdeel | Sprong       | Brug         | Balk         | Vloer        | Totaal       | Plaats       | Sprong  | Brug    | Balk    | Vloer   | Totaal | Plaats |
| ------------- | --------- | ------------ | ------------ | ------------ | ------------ | ------------ | ------------ | ------- | ------- | ------- | ------- | ------ | ------ |
| Ava Stewart   | meerkamp  | zie team     | zie team     | zie team     | zie team     | zie team     | zie team     | 13,333  | 12,633  | 13,166  | 12,500  | 51,632 | 19     |
| Ellie Black   | meerkamp  | zie team     | zie team     | zie team     | zie team     | zie team     | zie team     | 14,100  | 14,066  | 12,933  | 13,700  | 54,799 | 6      |
| Ellie Black   | sprong    | 14,000       | n.v.t.       | n.v.t.       | n.v.t.       | n.v.t.       | 8 Q          | 13,933  | n.v.t.  | n.v.t.  | n.v.t.  | n.v.t. | 6      |
| Shallon Olsen | sprong    | 14,166       | n.v.t.       | n.v.t.       | n.v.t.       | n.v.t.       | 7 Q          | 13,366  | n.v.t.  | n.v.t.  | n.v.t.  | n.v.t. | 8      |

#### Trampoline
| atleet          | onderdeel | kwalificaties | kwalificaties | finale | finale |
| atleet          | onderdeel | score         | rang          | score  | rang   |
| --------------- | --------- | ------------- | ------------- | ------ | ------ |
| Sophiane Méthot | vrouwen   | 54,640        | 8             | 55,650 | Brons  |

### Judo
Mannen
| atleet                    | onderdeel | eerste ronde         | tweede ronde         | derde ronde          | kwartfinale          | halve finale         | herkansing           | finale / BM          | finale / BM    |
| atleet                    | onderdeel | tegenstander uitslag | tegenstander uitslag | tegenstander uitslag | tegenstander uitslag | tegenstander uitslag | tegenstander uitslag | tegenstander uitslag | rang           |
| ------------------------- | --------- | -------------------- | -------------------- | -------------------- | -------------------- | -------------------- | -------------------- | -------------------- | -------------- |
| Arthur Margelidon         | −73 kg    | n.v.t.               | Khojazoda W 01 - 00  | Wandtke W 10 - 00    | Heydarov V 00 - 10   | niet geplaatst       | Lombardo V 00 - 10   | niet geplaatst       | =7             |
| François Gauthier-Drapeau | −81 kg    | bye                  | Fernando W 10 - 00   | Gandía W 10 - 00     | Esposito V 00 - 10   | niet geplaatst       | Casse V 00 - 01      | niet geplaatst       | =7             |
| Shady El Nahas            | −100 kg   | n.v.t.               | bye                  | Eich V 00 - 01       | niet geplaatst       | niet geplaatst       | niet geplaatst       | niet geplaatst       | niet geplaatst |

Vrouwen
| atlete                      | onderdeel | eerste ronde         | tweede ronde         | derde ronde          | kwartfinale          | halve finale         | herkansing           | finale / BM          | finale / BM    |                |
| atlete                      | onderdeel | tegenstander uitslag | tegenstander uitslag | tegenstander uitslag | tegenstander uitslag | tegenstander uitslag | tegenstander uitslag | tegenstander uitslag | rang           |                |
| --------------------------- | --------- | -------------------- | -------------------- | -------------------- | -------------------- | -------------------- | -------------------- | -------------------- | -------------- | -------------- |
| Kelly Deguchi               | −52 kg    | n.v.t.               | Abe V 00 - 11        | niet geplaatst       | niet geplaatst       | niet geplaatst       | niet geplaatst       | niet geplaatst       | niet geplaatst | niet geplaatst |
| Christa Deguchi             | −57 kg    | n.v.t.               | bye                  | Jiménez W 10 - 00    | Perišić W 01 - 00    | Cysique W 10 - 00    | bye                  | Huh M-m W 10 - 00    | Goud           |                |
| Catherine Beauchemin-Pinard | −63 kg    | n.v.t.               | bye                  | Özbas W 10 - 00      | Leški V 00 - 01      | niet geplaatst       | Fazliu V 00 - 01     | niet geplaatst       | =7             |                |
| Ana Laura Portuondo Isasi   | +78 kg    | n.v.t.               | Morenco V 00 - 01    | niet geplaatst       | niet geplaatst       | niet geplaatst       | niet geplaatst       | niet geplaatst       | niet geplaatst |                |

Gemengd
| atleten | onderdeel | eerste ronde         | tweede ronde         | kwartfinale          | halve finale         | herkansing           | finale / BM          | finale / BM    |
| atleten | onderdeel | tegenstander uitslag | tegenstander uitslag | tegenstander uitslag | tegenstander uitslag | tegenstander uitslag | tegenstander uitslag | rang           |
| --- | --------- | -------------------- | -------------------- | -------------------- | -------------------- | -------------------- | -------------------- | -------------- |
| Arthur Margelidon François Gauthier-Drapeau Shady Elnahas Kelly Deguchi Christa Deguchi Catherine Beauchemin-Pinard Ana Laura Portuondo Isasi | team      | bye                  | Oezbekistan V 0 - 4  | niet geplaatst       | niet geplaatst       | niet geplaatst       | niet geplaatst       | niet geplaatst |

### Kanovaren

#### Kayak Cross
| atleet          | onderdeel      | tijdrit | tijdrit | ronde 1 | herkansingen | series | kwartfinale    | halve finale   | finale         | finale |
| atleet          | onderdeel      | tijd    | rang    | rang    | rang         | rang   | rang           | rang           | rang           | rang   |
| --------------- | -------------- | ------- | ------- | ------- | ------------ | ------ | -------------- | -------------- | -------------- | ------ |
| Alex Baldoni    | KX-1 (mannen)  | 73,70   | 24      | 2 Q     | bye          | 4      | niet geplaatst | niet geplaatst | niet geplaatst | 29     |
| Lois Betteridge | KX-1 (vrouwen) | 79,76   | 37      | 4 R     | 2 Q          | 3      | niet geplaatst | niet geplaatst | niet geplaatst | 24     |

#### Slalom
Mannen
| atleet       | onderdeel  | series | series | series | series | series    | series | halve finale   | halve finale   | finale         | finale         |
| atleet       | onderdeel  | run 1  | rang   | run 2  | rang   | beste run | rang   | tijd           | rang           | tijd           | rang           |
| ------------ | ---------- | ------ | ------ | ------ | ------ | --------- | ------ | -------------- | -------------- | -------------- | -------------- |
| Alex Baldoni | C-1 slalom | 97,32  | 13     | 98,56  | 10     | 97,32     | 15 Q   | 127,41         | 15             | niet geplaatst | niet geplaatst |
| Alex Baldoni | K-1 slalom | 95,18  | 17     | 97,25  | 16     | 95,18     | 17     | niet geplaatst | niet geplaatst | niet geplaatst | niet geplaatst |

Vrouwen
| atlete          | onderdeel  | series | series | series | series | series    | series | halve finale   | halve finale   | finale         | finale         |
| atlete          | onderdeel  | run 1  | rang   | run 2  | rang   | beste run | rang   | tijd           | rang           | tijd           | rang           |
| --------------- | ---------- | ------ | ------ | ------ | ------ | --------- | ------ | -------------- | -------------- | -------------- | -------------- |
| Lois Betteridge | C-1 slalom | 120,22 | 19     | 115,60 | 16     | 115,60    | 19     | niet geplaatst | niet geplaatst | niet geplaatst | niet geplaatst |
| Lois Betteridge | K-1 slalom | 106,45 | 21     | 106,21 | 21     | 106,21    | 22 Q   | 127,67         | 20             | niet geplaatst | niet geplaatst |

#### Sprint
Mannen
| atleet                                                            | onderdeel  | series  | series | kwartfinale | kwartfinale | halve finale | halve finale | finale         | finale         |
| atleet                                                            | onderdeel  | tijd    | rang   | tijd        | rang        | tijd         | rang         | tijd           | rang           |
| ----------------------------------------------------------------- | ---------- | ------- | ------ | ----------- | ----------- | ------------ | ------------ | -------------- | -------------- |
| Connor Fitzpatrick                                                | C-1 1000 m | 3.50,79 | 2 HF   | bye         | bye         | 3.56,31      | 8 FB         | 3.52,46        | 14             |
| Pierre-Luc Poulin Simon McTavish                                  | K-2 500 m  | 1.28,91 | 3 KF   | 1.30,01     | 3 HF        | 1.29,01      | 6 FB         | 1.30,80        | 10             |
| Laurent Lavigne Nicholas Matveev Simon McTavish Pierre-Luc Poulin | K-4 500 m  | 1.22,84 | 5 KF   | 1.20,65     | 4 HF        | 1.20,70      | 5            | niet geplaatst | niet geplaatst |

Vrouwen
| atlete                                                                 | onderdeel | series  | series | kwartfinale | kwartfinale | halve finale | halve finale | finale         | finale         |
| atlete                                                                 | onderdeel | tijd    | rang   | tijd        | rang        | tijd         | rang         | tijd           | rang           |
| ---------------------------------------------------------------------- | --------- | ------- | ------ | ----------- | ----------- | ------------ | ------------ | -------------- | -------------- |
| Sophia Jensen                                                          | C-1 200 m | 46,80   | 1 HF   | bye         | bye         | 45,66        | 3 FA         | 45,08          | 6              |
| Katie Vincent                                                          | C-1 200 m | 47,22   | 1 HF   | bye         | bye         | 45,01        | 1 FA         | 44,12 WR       | Goud           |
| Sloan MacKenzie Katie Vincent                                          | C-2 500 m | 1.54,16 | 1 HF   | bye         | bye         | 1.55,34      | 1 FA         | 1.54,36        | Brons          |
| Michelle Russell                                                       | K-1 500 m | 1.51,00 | 3 KF   | 1.49,79     | 2 HF        | 1.50,28      | 2 FA         | 1.53,83        | 8              |
| Riley Melanson                                                         | K-1 500 m | 1.54,11 | 4 KF   | 1.50,16     | 3 HF        | 1.52,99      | 6 FC         | 1.56,36        | 22             |
| Courtney Stott Natalie Davison                                         | K-2 500 m | 1.44,35 | 3 KF   | 1.42,58     | 4 HF        | 1.42,57      | 8 FB         | 1.46,96        | 15             |
| Toshka Besharah-Hrebacka Natalie Davison Riley Melanson Courtney Stott | K-4 500 m | 1.37,87 | 5 HF   | bye         | bye         | 1.39,24      | 4            | niet geplaatst | niet geplaatst |

### Paardensport

#### Dressuur
| ruiter                                                      | paard         | onderdeel   | Grand Prix | Grand Prix | Grand Prix Special | Grand Prix Special | Grand Prix Freestyle | Grand Prix Freestyle | totaal         | totaal |
| ruiter                                                      | paard         | onderdeel   | score      | rang       | score              | rang               | technisch            | artistiek            | uitslag        | rang   |
| ----------------------------------------------------------- | ------------- | ----------- | ---------- | ---------- | ------------------ | ------------------ | -------------------- | -------------------- | -------------- | ------ |
| Camille Carier Bergeron                                     | Finnländerin  | individueel | 68,338     | 43         | n.v.t.             | n.v.t.             | niet geplaatst       | niet geplaatst       | niet geplaatst | 43     |
| Naïma Moreira-Laliberté                                     | Statesman     | individueel | 68,711     | 41         | n.v.t.             | n.v.t.             | niet geplaatst       | niet geplaatst       | niet geplaatst | 41     |
| Chris von Martels                                           | Eclips        | individueel | 66,863     | 49         | n.v.t.             | n.v.t.             | niet geplaatst       | niet geplaatst       | niet geplaatst | 49     |
| Camille Carier Bergeron Jill Irving Naïma Moreira-Laliberté | zie hierboven | team        | 203,912    | 11         | niet geplaatst     | niet geplaatst     | n.v.t.               | n.v.t.               | 203,912        | 11     |

#### Eventing
| ruiter                                  | paard         | onderdeel   | dressuur    | dressuur | cross-country | cross-country | cross-country | springen     | springen     | springen     | springen       | springen       | springen       | totaal      | totaal |
| ruiter                                  | paard         | onderdeel   | dressuur    | dressuur | cross-country | cross-country | cross-country | kwalificatie | kwalificatie | kwalificatie | finale         | finale         | finale         | totaal      | totaal |
| ruiter                                  | paard         | onderdeel   | strafpunten | rang     | strafpunten   | totaal        | rang          | strafpunten  | totaal       | rang         | strafpunten    | totaal         | rang           | strafpunten | rang   |
| --------------------------------------- | ------------- | ----------- | ----------- | -------- | ------------- | ------------- | ------------- | ------------ | ------------ | ------------ | -------------- | -------------- | -------------- | ----------- | ------ |
| Jessica Phoenix                         | Freedom GS    | individueel | 35,40       | =43      | 32,40         | 67,80         | 49            | 0,00         | 67,80        | 38           | niet geplaatst | niet geplaatst | niet geplaatst | 67,80       | 38     |
| Karl Slezak                             | Hot Bobo      | individueel | 35,80       | =46      | 4,80          | 40,60         | 27            | 12,00        | 52,60        | 32           | niet geplaatst | niet geplaatst | niet geplaatst | 52,60       | 32     |
| Mike Winter                             | El Mundo      | individueel | 35,20       | 42       | 14,40         | 49,60         | 38            | 44,00        | 53,60        | 35           | niet geplaatst | niet geplaatst | niet geplaatst | 53,60       | 35     |
| Jessica Phoenix Karl Slezak Mike Winter | zie hierboven | team        | 106,40      | 14       | 51,60         | 158,00        | 11            | 16,00        | 174,00       | 11           | n.v.t.         | n.v.t.         | n.v.t.         | 174,00      | 11     |

#### Jumping
| ruiter                                     | paard                            | onderdeel   | kwalificatie | kwalificatie | finale         | finale         | finale         |
| ruiter                                     | paard                            | onderdeel   | strafpunten  | rang         | strafpunten    | tijd           | rang           |
| ------------------------------------------ | -------------------------------- | ----------- | ------------ | ------------ | -------------- | -------------- | -------------- |
| Erynn Ballard                              | Nikka Vd Bisschop                | individueel | 4            | 37           | niet geplaatst | niet geplaatst | niet geplaatst |
| Mario Deslauriers                          | Emerson                          | individueel | 4            | 31           | niet geplaatst | niet geplaatst | niet geplaatst |
| Tiffany Foster                             | Figor                            | individueel | 8            | 50           | niet geplaatst | niet geplaatst | niet geplaatst |
| Erynn Ballard Mario Deslauriers Amy Millar | Nikka Vd Bisschop Emerson Truman | team        | 32           | 14           | niet geplaatst | niet geplaatst | niet geplaatst |

### Roeien
Vrouwen
| atleet | onderdeel          | series  | series | herkansingen | herkansingen | kwartfinale | kwartfinale | halve finale | halve finale | finale  | finale |
| atleet | onderdeel          | tijd    | rang   | tijd         | rang         | tijd        | rang        | tijd         | rang         | tijd    | rang   |
| --- | ------------------ | ------- | ------ | ------------ | ------------ | ----------- | ----------- | ------------ | ------------ | ------- | ------ |
| Jennifer Casson Jill Moffatt | lichte dubbel-twee | 7.09,45 | 3 H    | 7.16,81      | 2 HF         | n.v.t.      | n.v.t.      | 7.13,36      | 5 FB         | 7.04,82 | 8      |
| Abigail Dent Caileigh Filmer Kasia Gruchalla-Wesierski Maya Meschkuleit Sydney Payne Jessica Sevick Kristina Walker Avalon Wasteneys stuurvrouw: Kristen Kit | acht               | 6.21,31 | 3 H    | 6.04,81      | 2 FA         | n.v.t.      | n.v.t.      | n.v.t.       | n.v.t.       | 5.58,84 | Zilver |

Legenda: FA=finale A (medailles); FB=finale B (geen medailles); FC=finale C (geen medailles); FD=finale D (geen medailles); FE=finale E (geen medailles); FF=finale F (geen medailles); HA/B=halve finale A/B; HC/D=halve finale C/D; HE/F=halve finale E/F; KF=kwartfinale; H=herkansing

### Rugby
Vrouwen
| Olympiër | Discipline | Resultaat | Prestatie |
| --- | ---------- | --------- | --------- |
| Olivia Apps Fancy Bermudez Alysha Corrigan Caroline Crossley Chloe Daniels Asia Hogan-Rochester Piper Logan Carissa Norsten Krissy Scurfield Florence Symonds Keyara Wardley Charity Williams | vrouwen    | Zilver    | zie onder |

| Groep |               |             |             |             |             |            |            |            |        |
| #     | Land          | Wedstrijden | Wedstrijden | Wedstrijden | Wedstrijden | Doelpunten | Doelpunten | Doelpunten | Punten |
| #     | Land          | GW          | W           | G           | V           | V          | T          | Saldo      | Punten |
| 1     | Nieuw-Zeeland | 9           | 3           | 3           | 0           | 0          | 114        | 19         | +95    |
| 2     | Canada        | 7           | 3           | 2           | 0           | 1          | 50         | 64         | -14    |
| 3     | China         | 5           | 3           | 1           | 0           | 2          | 62         | 81         | -19    |
| 4     | Fiji          | 3           | 3           | 0           | 0           | 3          | 33         | 95         | -62    |

| groepsfase   |              |               |               |         |           |  |  |
| 28 juli 2024 | 17:30        | Fiji          | 14 - 17       | Canada  |           |  |  |
| 28 juli 2024 | 21:30        | Nieuw-Zeeland | 33 - 7        | Canada  |           |  |  |
| 29 juli 2024 | 16:00        | Canada        | 26 - 17       | China   |           |  |  |
|              |              |               |               |         |           |  |  |
| kwartfinale  | 29 juli 2024 | 22:00         | Frankrijk     | 14 - 19 | Canada    |  |  |
|              |              |               |               |         |           |  |  |
| halve finale | 30 juli 2024 | 16:00         | Canada        | 21 - 12 | Australië |  |  |
|              |              |               |               |         |           |  |  |
| finale       | 30 juli 2024 | 19:45         | Nieuw-Zeeland | 19 - 12 | Canada    |  |  |

### Schermen
Mannen
| atleet                                                         | onderdeel   | eerste ronde                 | tweede ronde         | derde ronde          | kwartfinale          | halve finale                    | finale / BM                                      | finale / BM    |
| atleet                                                         | onderdeel   | tegenstander uitslag         | tegenstander uitslag | tegenstander uitslag | tegenstander uitslag | tegenstander uitslag            | tegenstander uitslag                             | rang           |
| -------------------------------------------------------------- | ----------- | ---------------------------- | -------------------- | -------------------- | -------------------- | ------------------------------- | ------------------------------------------------ | -------------- |
| Nicholas Zhang                                                 | degen       | Lugo V 11 - 15               | niet geplaatst       | niet geplaatst       | niet geplaatst       | niet geplaatst                  | niet geplaatst                                   | niet geplaatst |
| Blake Broszus                                                  | floret      | Schembri W 15 - 8            | Marini V 9 - 15      | niet geplaatst       | niet geplaatst       | niet geplaatst                  | niet geplaatst                                   | niet geplaatst |
| Daniel Gu                                                      | floret      | Alvares de Oliveira W 15 - 9 | Cheung K L V 5 - 15  | niet geplaatst       | niet geplaatst       | niet geplaatst                  | niet geplaatst                                   | niet geplaatst |
| Maximilien Van Haaster                                         | floret      | bye                          | Bianchi V 4 - 15     | niet geplaatst       | niet geplaatst       | niet geplaatst                  | niet geplaatst                                   | niet geplaatst |
| Blake Broszus Daniel Gu Maximilien Van Haaster Bogdan Hamilton | floret team | n.v.t.                       | n.v.t.               | n.v.t.               | Japan V 26 - 45      | Plaatsing 5 - 8 China V 32 - 45 | Wedstrijd om plaats 7 Egypte W 45 - 38           | 7              |
| Fares Arfa                                                     | sabel       | bye                          | Szilágyi W 15 - 8    | Apithy W 15 - 8      | Oh S-u V 13 - 15     | niet geplaatst                  | niet geplaatst                                   | niet geplaatst |
| François Cauchon                                               | sabel       | di Tella V 13 - 15           | niet geplaatst       | niet geplaatst       | niet geplaatst       | niet geplaatst                  | niet geplaatst                                   | niet geplaatst |
| Shaul Gordon                                                   | sabel       | bye                          | Samele V 10 - 15     | niet geplaatst       | niet geplaatst       | niet geplaatst                  | niet geplaatst                                   | niet geplaatst |
| Fares Arfa François Cauchon Shaul Gordon Olivier Desrosiers    | sabel team  | n.v.t.                       | n.v.t.               | n.v.t.               | Zuid-Korea V 33 - 45 | Plaatsing 5-8 Egypte V 41 - 45  | Wedstrijd om plaats 7 Verenigde Staten V 43 - 45 | 8              |

Vrouwen
| atleet                                  | onderdeel   | eerste ronde         | tweede ronde          | derde ronde          | kwartfinale          | halve finale               | finale / BM          | finale / BM    |
| atleet                                  | onderdeel   | tegenstander uitslag | tegenstander uitslag  | tegenstander uitslag | tegenstander uitslag | tegenstander uitslag       | tegenstander uitslag | rang           |
| --------------------------------------- | ----------- | -------------------- | --------------------- | -------------------- | -------------------- | -------------------------- | -------------------- | -------------- |
| Ruien Xiao                              | degen       | bye                  | Moellhausen W 15 - 11 | Kryvytska V 14 - 15  | niet geplaatst       | niet geplaatst             | niet geplaatst       | niet geplaatst |
| Jessica Guo                             | floret      | bye                  | Inostroza W 15 - 7    | Scruggs V 11 - 15    | niet geplaatst       | niet geplaatst             | niet geplaatst       | niet geplaatst |
| Eleanor Harvey                          | floret      | bye                  | Wang Y W 12 - 8       | Walczyk W 15 - 6     | Favaretto W 15 - 14  | Scruggs V 9 - 15           | Volpi W 15 - 12      | Brons          |
| Yunjia Zhang                            | floret      | bye                  | Chen Q W 15 - 7       | Pásztor V 5 - 15     | niet geplaatst       | niet geplaatst             | niet geplaatst       | niet geplaatst |
| Jessica Guo Eleanor Harvey Yunjia Zhang | floret team | n.v.t.               | n.v.t.                | n.v.t.               | Frankrijk W 38 - 36  | Verenigde Staten V 31 - 45 | Japan V 32 - 33      | 4              |
| Pamela Brind'Amour                      | sabel       | bye                  | Gkountoura V 3 - 15   | niet geplaatst       | niet geplaatst       | niet geplaatst             | niet geplaatst       | niet geplaatst |

### Schietsport
Mannen
| atleet             | onderdeel                 | kwalificaties | kwalificaties | finale         | finale         |
| atleet             | onderdeel                 | punten        | rang          | punten         | rang           |
| ------------------ | ------------------------- | ------------- | ------------- | -------------- | -------------- |
| Michele Esercitato | 10 m luchtpistool         | 575-13x       | 17            | niet geplaatst | niet geplaatst |
| Tye Ikeda          | 10 m luchtgeweer          | 617,4         | 48            | niet geplaatst | niet geplaatst |
| Tye Ikeda          | 50m geweer drie houdingen | 575-26x       | 42            | niet geplaatst | niet geplaatst |

Vrouwen
| atlete           | onderdeel               | kwalificaties | kwalificaties | finale         | finale         |
| atlete           | onderdeel               | punten        | rang          | punten         | rang           |
| ---------------- | ----------------------- | ------------- | ------------- | -------------- | -------------- |
| Shannon Westlake | 50 m geweer 3 houdingen | 567-16x       | 32            | niet geplaatst | niet geplaatst |

### Schoonspringen
Mannen
| atleet                            | onderdeel                | series | series | halve finale | halve finale | finale | finale |
| atleet                            | onderdeel                | punten | rang   | punten       | rang         | punten | rang   |
| --------------------------------- | ------------------------ | ------ | ------ | ------------ | ------------ | ------ | ------ |
| Rylan Wiens                       | 10 m toren               | 485,25 | 3 Q    | 468,40       | 5 Q          | 445,60 | 7      |
| Nathan Zsombor-Murray             | 10 m toren               | 407,20 | 10 Q   | 410,80       | 10 Q         | 404,90 | 10     |
| Rylan Wiens Nathan Zsombor-Murray | 10 meter toren synchroon | n.v.t. | n.v.t. | n.v.t.       | n.v.t.       | 422,13 | Brons  |

Vrouwen
| atlete                  | onderdeel            | series | series | halve finale   | halve finale   | finale         | finale         |
| atlete                  | onderdeel            | punten | rang   | punten         | rang           | punten         | rang           |
| ----------------------- | -------------------- | ------ | ------ | -------------- | -------------- | -------------- | -------------- |
| Margo Erlam             | 3 m plank            | 258,30 | 22     | niet geplaatst | niet geplaatst | niet geplaatst | niet geplaatst |
| Caeli McKay             | 10 m toren           | 324,90 | 3 Q    | 308,85         | 7 Q            | 364,50         | 4              |
| Kate Miller             | 10 m toren           | 266,30 | 20     | niet geplaatst | niet geplaatst | niet geplaatst | niet geplaatst |
| Caeli McKay Kate Miller | 10 m toren synchroon | n.v.t. | n.v.t. | n.v.t.         | n.v.t.         | 299,22         | 4              |

### Skateboarden
Mannen
| atleet          | onderdeel | kwalificaties | kwalificaties | finale         | finale         |
| atleet          | onderdeel | punten        | rang          | punten         | rang           |
| --------------- | --------- | ------------- | ------------- | -------------- | -------------- |
| Cordano Russell | street    | 263,87        | 7 Q           | 211,80         | 7              |
| Matt Berger     | street    | 230,44        | 11            | niet geplaatst | niet geplaatst |
| Ryan Decenzo    | street    | 116,68        | 18            | niet geplaatst | niet geplaatst |

Vrouwen
| atleet             | onderdeel | kwalificaties | kwalificaties | finale         | finale         |
| atleet             | onderdeel | punten        | rang          | punten         | rang           |
| ------------------ | --------- | ------------- | ------------- | -------------- | -------------- |
| Fay De Fazio Ebert | park      | 51,81         | 20            | niet geplaatst | niet geplaatst |

### Surfen
Vrouwen
| Atleet             | Onderdeel | Ronde 1 | Ronde 1 | Ronde 2              | Ronde 3              | Kwartfinale          | Halve finale         | Finale / BM          | Finale / BM    |
| Atleet             | Onderdeel | Score   | Rang    | Tegenstander Uitslag | Tegenstander Uitslag | Tegenstander Uitslag | Tegenstander Uitslag | Tegenstander Uitslag | Rang           |
| ------------------ | --------- | ------- | ------- | -------------------- | -------------------- | -------------------- | -------------------- | -------------------- | -------------- |
| Sanoa Dempfle-Olin | vrouwen   | 4,83    | 3 R2    | Hinkel V 6,30 - 7,10 | niet geplaatst       | niet geplaatst       | niet geplaatst       | niet geplaatst       | niet geplaatst |

### Synchroonzwemmen
| atleten | onderdeel | technische routine | technische routine | vrije routine | vrije routine             | vrije routine | acrobatische routine | acrobatische routine                    | acrobatische routine |
| atleten | onderdeel | punten             | rang               | punten        | totaal (technisch + vrij) | rang          | punten               | totaal (technisch + vrij + acrobatisch) | rang                 |
| --- | --------- | ------------------ | ------------------ | ------------- | ------------------------- | ------------- | -------------------- | --------------------------------------- | -------------------- |
| Audrey Lamothe Jacqueline Simoneau                                                                                                | duet      | 201,5167           | 15                 | 290,9103      | 492,4270                  | 9             | n.v.t.               | n.v.t.                                  | n.v.t.               |
| Scarlett Finn Audrey Lamothe Jonnie Newman Raphaelle Plante Kenzie Priddell Claire Scheffel Jacqueline Simoneau Florence Tremblay | team      | 262,4808           | 7                  | 343,6854      | 606,1662                  | 5             | 253,0567             | 859,2229                                | 6                    |

### Taekwondo
Vrouwen
| atleet         | onderdeel | kwalificatie         | eerste ronde         | kwartfinale          | halve finale         | herkansing           | finale / BM          | finale / BM    |
| atleet         | onderdeel | tegenstander uitslag | tegenstander uitslag | tegenstander uitslag | tegenstander uitslag | tegenstander uitslag | tegenstander uitslag | rang           |
| -------------- | --------- | -------------------- | -------------------- | -------------------- | -------------------- | -------------------- | -------------------- | -------------- |
| Josipa Kafadar | -49 kg    | bye                  | Stojković V 0 - 2    | niet geplaatst       | niet geplaatst       | niet geplaatst       | niet geplaatst       | niet geplaatst |
| Skylar Park    | -57 kg    | n.v.t.               | Hronová W 2 - 0      | Kim Y-j V 0 - 2      | niet geplaatst       | İlgün W 2 - 0        | Aoun W 2 - 0         | Brons          |

### Tafeltennis
Mannen
| atleet                             | onderdeel | voorronde            | eerste ronde         | tweede ronde         | derde ronde          | kwartfinale          | halve finale         | finale / BM          | finale / BM    |
| atleet                             | onderdeel | tegenstander uitslag | tegenstander uitslag | tegenstander uitslag | tegenstander uitslag | tegenstander uitslag | tegenstander uitslag | tegenstander uitslag | rang           |
| ---------------------------------- | --------- | -------------------- | -------------------- | -------------------- | -------------------- | -------------------- | -------------------- | -------------------- | -------------- |
| Edward Ly                          | enkelspel | bye                  | Gionis V 0 - 4       | niet geplaatst       | niet geplaatst       | niet geplaatst       | niet geplaatst       | niet geplaatst       | niet geplaatst |
| Eugene Wang                        | enkelspel | bye                  | Togami V 0 - 4       | niet geplaatst       | niet geplaatst       | niet geplaatst       | niet geplaatst       | niet geplaatst       | niet geplaatst |
| Jeremy Hazin Edward Ly Eugene Wang | team      | n.v.t.               | n.v.t.               | n.v.t.               | Duitsland V 0 - 4    | niet geplaatst       | niet geplaatst       | niet geplaatst       | niet geplaatst |

Vrouwen
| atleet   | onderdeel | voorronde            | eerste ronde         | tweede ronde         | derde ronde          | kwartfinale          | halve finale         | finale / BM          | finale / BM    |
| atleet   | onderdeel | tegenstander uitslag | tegenstander uitslag | tegenstander uitslag | tegenstander uitslag | tegenstander uitslag | tegenstander uitslag | tegenstander uitslag | rang           |
| -------- | --------- | -------------------- | -------------------- | -------------------- | -------------------- | -------------------- | -------------------- | -------------------- | -------------- |
| Mo Zhang | enkelspel | bye                  | Vega W 4 - 0         | Yuan V 1 - 4         | niet geplaatst       | niet geplaatst       | niet geplaatst       | niet geplaatst       | niet geplaatst |

### Tennis
Mannen
| atleet                             | onderdeel  | eerste ronde                           | tweede ronde                   | derde ronde                  | kwartfinale                | halve finale         | finale / BM             | finale / BM    |
| atleet                             | onderdeel  | tegenstander uitslag                   | tegenstander uitslag           | tegenstander uitslag         | tegenstander uitslag       | tegenstander uitslag | tegenstander uitslag    | rang           |
| ---------------------------------- | ---------- | -------------------------------------- | ------------------------------ | ---------------------------- | -------------------------- | -------------------- | ----------------------- | -------------- |
| Félix Auger-Aliassime              | enkelspel  | Giron W 6-1, 6-4                       | Marterer W 6-0, 6-1            | AIN Medvedev W 6-3, 7-6[7-5] | Ruud W 6-4, 6-7[8-10], 6-3 | Alcaraz V 1-6, 1-6   | Musetti V 4-6, 6-1, 3-6 | 4              |
| Milos Raonic                       | enkelspel  | Koepfer V 7-6[7-2], 6-7[5-7], 6-7[1-7] | niet geplaatst                 | niet geplaatst               | niet geplaatst             | niet geplaatst       | niet geplaatst          | niet geplaatst |
| Félix Auger-Aliassime Milos Raonic | dubbelspel | n.v.t.                                 | Fritz - Paul V 6-7[14-16], 4-6 | niet geplaatst               | niet geplaatst             | niet geplaatst       | niet geplaatst          | niet geplaatst |

Vrouwen
| atlete                              | onderdeel  | eerste ronde            | tweede ronde                | derde ronde                        | kwartfinale          | halve finale         | finale / BM          | finale / BM    |
| atlete                              | onderdeel  | tegenstander uitslag    | tegenstander uitslag        | tegenstander uitslag               | tegenstander uitslag | tegenstander uitslag | tegenstander uitslag | rang           |
| ----------------------------------- | ---------- | ----------------------- | --------------------------- | ---------------------------------- | -------------------- | -------------------- | -------------------- | -------------- |
| Bianca Andreescu                    | enkelspel  | Tauson W 6-2, 6-3       | Vekić V 3-6, 4-6            | niet geplaatst                     | niet geplaatst       | niet geplaatst       | niet geplaatst       | niet geplaatst |
| Leylah Fernandez                    | enkelspel  | Muchová W 6-1, 4-6, 6-2 | Bucșa W 7-6[7-4], 6-3       | Kerber V 4-6, 3-6                  | niet geplaatst       | niet geplaatst       | niet geplaatst       | niet geplaatst |
| Leylah Fernandez Gabriela Dabrowski | dubbelspel | n.v.t.                  | Burel - Gracheva W 6-1, 7-5 | AIN Andreeva - Shnaider V 4-6, 0-6 | niet geplaatst       | niet geplaatst       | niet geplaatst       | niet geplaatst |

Gemengd
| atleten                                  | onderdeel  | eerste ronde                          | kwartfinale                           | halve finale                  | finale / BM                       | finale / BM |
| atleten                                  | onderdeel  | tegenstander uitslag                  | tegenstander uitslag                  | tegenstander uitslag          | tegenstander uitslag              | rang        |
| ---------------------------------------- | ---------- | ------------------------------------- | ------------------------------------- | ----------------------------- | --------------------------------- | ----------- |
| Félix Auger-Aliassime Gabriela Dabrowski | dubbelspel | Salisbury - Watson W 7-5, 4-6, [10-3] | Fritz - Gauff W 7-6[7-2], 3-6, [10-8] | Macháč - Siniaková V 3-6, 3-6 | Koolhof - Schuurs W 6-3, 7-6[7-2] | Brons       |

### Triatlon
Individueel
| Atleet           | Evenement | Zwemmen(1.5 km) | Rang 1 | Fietsen (40 km) | Rang 2 | Lopen(10 km) | Totaal Tijd | Ranking |
| ---------------- | --------- | --------------- | ------ | --------------- | ------ | ------------ | ----------- | ------- |
| Tyler Mislawchuk | Mannen    | 20.49           | 20     | 51.45           | 20     | 30.35        | 1.44.25     | 9       |
| Charles Paquet   | Mannen    | 21.16           | 30     | 51.16           | 21     | 30.46        | 1.44.37     | 13      |
| Emy Legault      | Vrouwen   | 24.04           | 29     | 1.00.40         | 32     | 35.42        | 2.01.54     | 35      |

### Voetbal

#### Vrouwen
| Atleten | Discipline | Resultaat | Prestatie |
| --- | ---------- | --------- | --------- |
| Simi Awujo Janine Beckie Kadeisha Buchanan Gabrielle Carle Sabrina D'Angelo Jessie Fleming Vanessa Gilles Julia Grosso Jordyn Huitema Cloé Lacasse Ashley Lawrence Adriana Leon Nichelle Prince Quinn Jayde Riviere Jade Rose Kailen Sheridan Evelyne Viens | vrouwen    | 7         | zie onder |

| Groep A |               |             |             |             |             |            |            |            |        |
| #       | Land          | Wedstrijden | Wedstrijden | Wedstrijden | Wedstrijden | Doelpunten | Doelpunten | Doelpunten | Punten |
| #       | Land          | G           | W           | G           | V           | V          | T          | Saldo      | Punten |
| 1       | Frankrijk     | 3           | 2           | 0           | 1           | 6          | 5          | +1         | 6      |
| 2       | Canada        | 3           | 3           | 0           | 0           | 5          | 2          | +3         | 3*     |
| 3       | Colombia      | 3           | 1           | 0           | 2           | 4          | 4          | 0          | 3      |
| 4       | Nieuw-Zeeland | 3           | 0           | 0           | 3           | 2          | 6          | -4         | 0      |

*Op 27 juli 2024 werden er door de FIFA 6 punten afgetrokken van Canada vanwege de betrokkenheid van hun trainersstaf bij illegale drone-spionage op een officiële trainingslocatie. De beslissing werd op 31 juli door het CAS gehandhaafd.
| groepsfase   |                 |                |                |                        |                |                |                |
| 25 juli 2024 | 17:00           | Canada         | 2 - 1          | Nieuw-Zeeland          |                |                |                |
| 28 juli 2024 | 21:00           | Frankrijk      | 1 - 2          | Canada                 |                |                |                |
| 31 juli 2024 | 21:00           | Colombia       | 0 - 1          | Canada                 |                |                |                |
|              |                 |                |                |                        |                |                |                |
| kwartfinale  | 3 augustus 2024 | 19:00          | Canada         | 0 - 0 penalties: 2 - 4 | Duitsland      |                |                |
|              |                 |                |                |                        |                |                |                |
| halve finale | niet geplaatst  | niet geplaatst | niet geplaatst | niet geplaatst         | niet geplaatst | niet geplaatst | niet geplaatst |
|              |                 |                |                |                        |                |                |                |
| finale       | niet geplaatst  | niet geplaatst | niet geplaatst | niet geplaatst         | niet geplaatst | niet geplaatst | niet geplaatst |

### Volleybal

#### Beachvolleybal
| atleten                                  | onderdeel | eerste ronde                       | eerste ronde                               | eerste ronde                              | eerste ronde | tussenronde                           | achtste finale              | kwartfinale                             | halve finale                              | finale / BM                                | finale / BM    |
| atleten                                  | onderdeel | tegenstander uitslag               | tegenstander uitslag                       | tegenstander uitslag                      | stand        | tegenstander uitslag                  | tegenstander uitslag        | tegenstander uitslag                    | tegenstander uitslag                      | tegenstander uitslag                       | rang           |
| ---------------------------------------- | --------- | ---------------------------------- | ------------------------------------------ | ----------------------------------------- | ------------ | ------------------------------------- | --------------------------- | --------------------------------------- | ----------------------------------------- | ------------------------------------------ | -------------- |
| Daniel Dearing Sam Schachter             | mannen    | Perušič - Schweiner V 17-21, 19-21 | Lanci - Oliveira V 13-21, 16-21            | Hörl - Horst W 21-16, 21-15               | 3 q          | E. Grimalt - M. Grimalt V 1-21, 0-21  | niet geplaatst              | niet geplaatst                          | niet geplaatst                            | niet geplaatst                             | niet geplaatst |
| Melissa Humana-Paredes Brandie Wilkerson | vrouwen   | Poletti - Valiente W 21-16, 21-12  | Böbner - Vergé-Dépré V 18-21, 21-13, 11-15 | Graudiņa - Samoilova V 14-21, 20-22       | 3 q          | Hermannová - Štochlová W 21-15, 21-12 | Kloth - Nuss W 21-19, 21-18 | Álvarez Mendoza - Moreno W 21-18, 21-18 | Betschart - Hüberli W 14-21, 22-20, 15-21 | Ana Patrícia - Liboa V 24-26, 21-12, 10-15 | Zilver         |
| Heather Bansley Sophie Bukovec           | vrouwen   | Kloth - Nuss V 17-21, 14-21        | Xia - Xue V 15-21, 19-21                   | Clancy - Artacho del Solar V 10-21, 16-21 | 4            | niet geplaatst                        | niet geplaatst              | niet geplaatst                          | niet geplaatst                            | niet geplaatst                             | niet geplaatst |

#### Mannenteam
| Atleten | Discipline | Resultaat | Prestatie |
| --- | ---------- | --------- | --------- |
| Danny Demyanenko Luke Herr Nicholas Hoag Brodie Hofer Xander Ketrzynski Justin Lui Eric Loeppky Stephen Maar Fynn McCarthy Arthur Szwarc Lucas Van Berkel Brett Walsh | mannen     | 10        | zie onder |

| # | Ploeg     | Punten | Wedstrijden | Wedstrijden | Wedstrijden | Sets | Sets | Sets  |
| # | Ploeg     | Punten | G           | W           | V           | W    | V    | Ratio |
| - | --------- | ------ | ----------- | ----------- | ----------- | ---- | ---- | ----- |
| 1 | Slovenië  | 8      | 3           | 3           | 0           | 9    | 3    | +6    |
| 2 | Frankrijk | 6      | 3           | 2           | 1           | 8    | 5    | +3    |
| 3 | Servië    | 3      | 3           | 1           | 2           | 5    | 8    | -3    |
| 4 | Canada    | 1      | 3           | 0           | 3           | 3    | 9    | -6    |

| Groepsfase      |                |                |                |                |                |                |                |
| 28 juli 2024    | 21:00          | Slovenië       | 3 - 1          | Canada         |                |                |                |
| 30 juli 2024    | 21:00          | Frankrijk      | 3 - 0          | Canada         |                |                |                |
| 3 augustus 2024 | 21:00          | Canada         | 2 - 3          | Servië         |                |                |                |
|                 |                |                |                |                |                |                |                |
| Kwartfinale     | niet geplaatst | niet geplaatst | niet geplaatst | niet geplaatst | niet geplaatst | niet geplaatst | niet geplaatst |
|                 |                |                |                |                |                |                |                |
| Halve finale    | niet geplaatst | niet geplaatst | niet geplaatst | niet geplaatst | niet geplaatst | niet geplaatst | niet geplaatst |
|                 |                |                |                |                |                |                |                |
| Finale          | niet geplaatst | niet geplaatst | niet geplaatst | niet geplaatst | niet geplaatst | niet geplaatst | niet geplaatst |

### Waterpolo

#### Vrouwen
Nadat Zuid-Afrika hun continentale quota had afgewezen, kwalificeerde het Canadese nationale waterpoloteam voor dames zich voor de Olympische Spelen als het hoogst geplaatste ongekwalificeerde land op de Wereldkampioenschappen zwemmen 2024 in Doha , Qatar.
| Waterpoloster(s) | Onderdeel | Resultaat |
| --- | --------- | --------- |
| Verica Bakoc Serena Browne Axelle Crevier Jessica Gaudreault Shae La Roche Rae Lekness Elyse Lemay-Lavoie Blaire McDowell Hayley McKelvey Marilia Mimides Kindred Paul Clara Vulpisi Emma Wright | Vrouwen   | 8         |

| Pos | Team      | Wed | W | WNS | VNS | V | GV | GT | GS  | Ptn | Kwalificatie |
| --- | --------- | --- | - | --- | --- | - | -- | -- | --- | --- | ------------ |
| 1   | Australië | 4   | 2 | 2   | 0   | 0 | 33 | 28 | +5  | 10  | Kwartfinales |
| 2   | Nederland | 4   | 3 | 0   | 1   | 0 | 52 | 37 | +15 | 10  | Kwartfinales |
| 3   | Hongarije | 4   | 2 | 0   | 1   | 1 | 46 | 37 | +9  | 7   | Kwartfinales |
| 4   | Canada    | 4   | 1 | 0   | 0   | 3 | 37 | 49 | −12 | 3   | Kwartfinales |
| 5   | China     | 4   | 0 | 0   | 0   | 4 | 34 | 51 | −17 | 0   |              |

| Groepsfase            |                  |           |             |           |        |  |  |
| 29 juli 2024          | 20:05            | Hongarije | 12 - 7      | Canada    |        |  |  |
| 31 juli 2024          | 15:35            | Canada    | 12 - 7      | China     |        |  |  |
| 2 augustus 2024       | 14:00            | Australië | 10 - 7      | Canada    |        |  |  |
| 4 augustus 2024       | 18:30            | Canada    | 11 - 20     | Nederland |        |  |  |
|                       |                  |           |             |           |        |  |  |
| Kwartfinale           | 6 augustus 2024  | 14:00     | Canada      | 8 - 18    | Spanje |  |  |
|                       |                  |           |             |           |        |  |  |
| Plaatsing 5-8         | 8 augustus 2024  | 13:00     | Italië      | 10 - 5    | Canada |  |  |
|                       |                  |           |             |           |        |  |  |
| Wedstrijd om plaats 7 | 10 augustus 2024 | 09:00     | Griekenland | 19 - 10   | Canada |  |  |

### Wielersport

#### Baanwielrennen
Keirin
| atleet          | onderdeel        | ronde 1 | herkansing | kwartfinale | halve finale   | finale         |
| atleet          | onderdeel        | rang    | rang       | rang        | rang           | rang           |
| --------------- | ---------------- | ------- | ---------- | ----------- | -------------- | -------------- |
| James Hedgcock  | keirin (mannen)  | 5 H     | 1 Q        | 6           | niet geplaatst | niet geplaatst |
| Nick Wammes     | keirin (mannen)  | 5 H     | 2 Q        | 6           | niet geplaatst | niet geplaatst |
| Lauriane Genest | keirin (vrouwen) | 4 H     | 1 Q        | 6           | niet geplaatst | niet geplaatst |
| Kelsey Mitchell | keirin (vrouwen) | 4 H     | 1 Q        | 6           | niet geplaatst | niet geplaatst |

Koppelkoers
| atleet                              | onderdeel             | punten | rondes | rang |
| ----------------------------------- | --------------------- | ------ | ------ | ---- |
| Michael Foley Mathias Guillemette   | koppelkoers (mannen)  | -40    | DNF    | =13  |
| Ariane Bonhomme Maggie Coles-Lyster | koppelkoers (vrouwen) | -40    | DNF    | 15   |

Omnium
| atleet              | onderdeel        | scratchrace | scratchrace | temporace | temporace | afvalrace | afvalrace | puntenrace | puntenrace | totaal punten | rang |
| atleet              | onderdeel        | rang        | punten      | rang      | punten    | rang      | punten    | rang       | punten     | totaal punten | rang |
| ------------------- | ---------------- | ----------- | ----------- | --------- | --------- | --------- | --------- | ---------- | ---------- | ------------- | ---- |
| Dylan Bibic         | omnium (mannen)  | 10          | 16          | 1         | 21        | 18        | 12        | 0          | 19         | 29            | 19   |
| Maggie Coles-Lyster | omnium (vrouwen) | 38          | 2           | 22        | 10        | 36        | 3         | 5          | 15         | 101           | 9    |

Ploegenachtervolging
| atleet                                                         | onderdeel                      | kwalificatie | kwalificatie | halve finale         | halve finale | finale               | finale |
| atleet                                                         | onderdeel                      | tijd         | rang         | tegenstander uitslag | rang         | tegenstander uitslag | rang   |
| -------------------------------------------------------------- | ------------------------------ | ------------ | ------------ | -------------------- | ------------ | -------------------- | ------ |
| Dylan Bibic Michael Foley Mathias Guillemette Carson Mattern   | ploegenachtervolging (mannen)  | 3.48,964     | 8 Q          | Frankrijk 3.49,245   | 8            | België 3.54,517      | 7      |
| Erin Attwell Ariane Bonhomme Maggie Coles-Lyster Sarah Van Dam | ploegenachtervolging (vrouwen) | 4.12,205     | 8 Q'         | Duitsland 4.10,471   | 8            | Australië 4.12,097   | 8      |

Sprint
| atleet          | onderdeel        | kwalificaties | kwalificaties | ronde 1              | herkansing 1          | ronde 2              | herkansing 2          | ronde 3              | herkansing 3         | kwartfinale          | halve finale         | finale/BM                        | finale/BM |
| atleet          | onderdeel        | tijd          | rang          | tegenstander uitslag | tegenstander uitslag  | tegenstander uitslag | tegenstander uitslag  | tegenstander uitslag | tegenstander uitslag | tegenstander uitslag | tegenstander uitslag | tegenstander uitslag             | rang      |
| --------------- | ---------------- | ------------- | ------------- | -------------------- | --------------------- | -------------------- | --------------------- | -------------------- | -------------------- | -------------------- | -------------------- | -------------------------------- | --------- |
| Tyler Rorke     | sprint (mannen)  | 9,603         | 20 Q          | Carlin V 10,149      | Helal Wammes V 10,333 | niet geplaatst       | niet geplaatst        | niet geplaatst       | niet geplaatst       | niet geplaatst       | niet geplaatst       | niet geplaatst                   | 21        |
| Nick Wammes     | sprint (mannen)  | 9,612         | 21 Q          | Hoffman V 10,208     | Helal Rorke V 10,936  | niet geplaatst       | niet geplaatst        | niet geplaatst       | niet geplaatst       | niet geplaatst       | niet geplaatst       | niet geplaatst                   | 22        |
| Lauriane Genest | sprint (vrouwen) | 10,310        | 12 Q          | Bayona V 10,932      | Asri Ohta W 10,986    | Friedrich V 10,671   | Fulton V 10,875       | niet geplaatst       | niet geplaatst       | niet geplaatst       | niet geplaatst       | niet geplaatst                   | 13        |
| Kelsey Mitchell | sprint (vrouwen) | 10,285        | 10 Q          | Cuadrado W 10,850    | bye                   | Sato V 10,816        | van der Peet W 10,846 | Andrews V 11,033     | Clonan Sato W 10,613 | Friedrich V 10,991   | niet geplaatst       | wedstrijd om plaats 5-8 V 11,373 | 8         |

Teamsprint
| atleet                                      | onderdeel            | kwalificatie | kwalificatie | halve finale              | halve finale | finale            | finale |
| atleet                                      | onderdeel            | tijd         | rang         | tegenstander tijd         | rang         | tegenstander tijd | rang   |
| ------------------------------------------- | -------------------- | ------------ | ------------ | ------------------------- | ------------ | ----------------- | ------ |
| James Hedgcock Tyler Rorke Nick Wammes      | teamsprint (mannen)  | 43,905       | 8 Q          | Nederland V 43,666        | 8            | China V 43,944    | 8      |
| Lauriane Genest Kelsey Mitchell Sarah Orban | teamsprint (vrouwen) | 45,578       | 8 Q          | Groot-Brittannië V 46,816 | 7            | Polen V 47,631    | 8      |

#### BMX
Freestyle
| atleet         | onderdeel          | plaatsingsronde | plaatsingsronde | plaatsingsronde | plaatsingsronde | finale         | finale         | finale         | finale         |
| atleet         | onderdeel          | run 1           | run 2           | gemiddelde      | rang            | run 1          | run 2          | best           | rang           |
| -------------- | ------------------ | --------------- | --------------- | --------------- | --------------- | -------------- | -------------- | -------------- | -------------- |
| Jeffrey Whaley | freestyle (mannen) | 76,20           | 80,83           | 78,51           | 10              | niet geplaatst | niet geplaatst | niet geplaatst | niet geplaatst |

Race
| atleet        | onderdeel      | kwartfinale | kwartfinale | last chance run | last chance run | halve finale | halve finale | finale  | finale |
| atleet        | onderdeel      | punten      | rang        | tijd            | rang            | punten       | rang         | uitslag | rang   |
| ------------- | -------------- | ----------- | ----------- | --------------- | --------------- | ------------ | ------------ | ------- | ------ |
| Molly Simpson | race (vrouwen) | 7           | 4 Q         | bye             | bye             | 11           | 7 Q          | 35,833  | 5      |

#### Mountainbiken
| atlete            | onderdeel               | tijd    | rang |
| ----------------- | ----------------------- | ------- | ---- |
| Gunnar Holmgren   | cross-country (mannen)  | 1.34.57 | 30   |
| Isabella Holmgren | cross-country (vrouwen) | 1.33.43 | 17   |

#### Wegwielrennen
Mannen
| atleet        | onderdeel    | tijd     | rang |
| ------------- | ------------ | -------- | ---- |
| Derek Gee     | wegwedstrijd | 6.26.57  | 44   |
| Derek Gee     | tijdrit      | 38.28,17 | 20   |
| Michael Woods | wegwedstrijd | 6.26.57  | 41   |

Vrouwen
| atleet         | onderdeel    | tijd     | rang |
| -------------- | ------------ | -------- | ---- |
| Alison Jackson | wegwedstrijd | 4.04.23  | 19   |
| Olivia Baril   | wegwedstrijd | 4.07.16  | 44   |
| Olivia Baril   | tijdrit      | 43.03,58 | 20   |

### Worstelen

#### Vrije stijl
Mannen
| atleet     | onderdeel | eerste ronde         | kwartfinale          | halve finale         | herkansing           | finale / BM          | finale / BM |
| atleet     | onderdeel | tegenstander uitslag | tegenstander uitslag | tegenstander uitslag | tegenstander uitslag | tegenstander uitslag | rang        |
| ---------- | --------- | -------------------- | -------------------- | -------------------- | -------------------- | -------------------- | ----------- |
| Alex Moore | −86 kg    | Ramazanov V 2 - 12   | niet geplaatst       | niet geplaatst       | Shapiev V 1 - 6      | niet geplaatst       | =9          |
| Amar Dhesi | −125 kg   | Deng Z W 2 - 1       | Zare V 0 - 10        | niet geplaatst       | Lazarev V 0 - 5      | niet geplaatst       | =9          |

Vrouwen
| atlete            | onderdeel | eerste ronde         | kwartfinale          | halve finale         | herkansing           | finale / BM          | finale / BM    |
| atlete            | onderdeel | tegenstander uitslag | tegenstander uitslag | tegenstander uitslag | tegenstander uitslag | tegenstander uitslag | rang           |
| ----------------- | --------- | -------------------- | -------------------- | -------------------- | -------------------- | -------------------- | -------------- |
| Hannah Taylor     | −57 kg    | Sakurai V 1 - 6      | niet geplaatst       | niet geplaatst       | Valverde W 13 - 0    | Maroulis V 0 - 4     | =5             |
| Ana Godinez       | −62 kg    | Douarre W 5 - 2      | Motokoi V 0 - 11     | niet geplaatst       | Incze W 2 - 0        | Bullen V 0 - 11      | =5             |
| Linda Morais      | −68 kg    | Oborududu V 2 - 8    | niet geplaatst       | niet geplaatst       | niet geplaatst       | niet geplaatst       | niet geplaatst |
| Justina Di Stasio | −76 kg    | Yiğit V 2 - 8        | niet geplaatst       | niet geplaatst       | niet geplaatst       | niet geplaatst       | niet geplaatst |

### Zeilen
Mannen
| atleet                   | onderdeel | race | race | race | race | race | race | race | race | race | race | race | race | race           | netto punte | eindnotering |
| atleet                   | onderdeel | 1    | 2    | 3    | 4    | 5    | 6    | 7    | 8    | 9    | 10   | 11   | 12   | M              | netto punte | eindnotering |
| ------------------------ | --------- | ---- | ---- | ---- | ---- | ---- | ---- | ---- | ---- | ---- | ---- | ---- | ---- | -------------- | ----------- | ------------ |
| Will Jones Justin Barnes | 49er      | 14   | 13   | 20   | 18   | 12   | 8    | 15   | 4    | 20   | 14   | 7    | 17   | niet geplaatst | 142         | 17           |

Vrouwen
| atlete(s)    | onderdeel    | voorrondes | voorrondes | voorrondes | voorrondes | voorrondes | voorrondes | voorrondes  | voorrondes  | voorrondes  | voorrondes  | voorrondes  | voorrondes  | voorrondes  | voorrondes  | voorrondes  | voorrondes  | voorrondes | voorrondes | halve finale(s) | halve finale(s) | halve finale(s) | halve finale(s) | halve finale(s) | halve finale(s) | halve finale(s) | halve finale(s) | finales(s)     | finales(s)     | finales(s)     | finales(s)     | finales(s)     | finales(s)     | finales(s)     | finales(s)     |
| atlete(s)    | onderdeel    | 1          | 2          | 3          | 4          | 5          | 6          | 7           | 8           | 9           | 10          | 11          | 12          | 14          | 15          | 16          | tot.        | rang       | 1          | 2               | 3               | 4               | 5               | 6               | tot.            | rang            | 1               | 2              | 3              | 4              | 5              | 6              | tot.           | rang           |                |
| ------------ | ------------ | ---------- | ---------- | ---------- | ---------- | ---------- | ---------- | ----------- | ----------- | ----------- | ----------- | ----------- | ----------- | ----------- | ----------- | ----------- | ----------- | ---------- | ---------- | --------------- | --------------- | --------------- | --------------- | --------------- | --------------- | --------------- | --------------- | -------------- | -------------- | -------------- | -------------- | -------------- | -------------- | -------------- | -------------- |
| Emily Bugeja | Formula Kite | 19         | 19         | 18         | 17         | 17         | 12         | geannuleerd | geannuleerd | geannuleerd | geannuleerd | geannuleerd | geannuleerd | geannuleerd | geannuleerd | geannuleerd | geannuleerd | 83         | 18         | niet geplaatst  | niet geplaatst  | niet geplaatst  | niet geplaatst  | niet geplaatst  | niet geplaatst  | niet geplaatst  | niet geplaatst  | niet geplaatst | niet geplaatst | niet geplaatst | niet geplaatst | niet geplaatst | niet geplaatst | niet geplaatst | niet geplaatst |

| atlete                                        | onderdeel | race | race | race | race | race | race | race | race | race | race        | race   | race   | race           | netto punten | eindnotering |
| atlete                                        | onderdeel | 1    | 2    | 3    | 4    | 5    | 6    | 7    | 8    | 9    | 10          | 11     | 12     | M              | netto punten | eindnotering |
| --------------------------------------------- | --------- | ---- | ---- | ---- | ---- | ---- | ---- | ---- | ---- | ---- | ----------- | ------ | ------ | -------------- | ------------ | ------------ |
| Antonia Lewin-LaFrance Georgia Lewin-LaFrance | 49erFX    | 1    | 19   | 12   | 21   | 1    | 19   | 6    | 6    | 11   | 5           | 13     | 15     | niet geplaatst | 107          | 11           |
| Sarah Douglas                                 | ILCA 6    | 23   | 13   | 13   | 12   | 17   | 8    | 13   | 9    | 14   | geannuleerd | n.v.t. | n.v.t. | 3              | 105          | 8            |

### Zwemmen
Mannen
| atleet                                                                | onderdeel          | qeries  | qeries | halve finale   | halve finale   | finale         | finale         |
| atleet                                                                | onderdeel          | tijd    | rang   | tijd           | rang           | tijd           | rang           |
| --------------------------------------------------------------------- | ------------------ | ------- | ------ | -------------- | -------------- | -------------- | -------------- |
| Ilya Kharun                                                           | 200 m vlinderslag  | 1.54,06 | 2 Q    | 1.54,01        | 3 Q            | 1.52,80        | Brons          |
| Ilya Kharun                                                           | 100 m vlinderslag  | 50,71   | 5 Q    | 50,68          | 6 Q            | 50,45          | Brons          |
| Joshua Liendo                                                         | 100 m vlinderslag  | 50,55   | 2 Q    | 50,42          | 3 Q            | 49,99 NR       | Zilver         |
| Joshua Liendo                                                         | 50 m vrije slag    | 21,92   | 15 Q   | 21,69          | 9 q            | 21,58          | 4              |
| Joshua Liendo                                                         | 100 m vrije slag   | 48,34   | 10 Q   | 48,06          | 11             | niet geplaatst | niet geplaatst |
| Yuri Kisil                                                            | 100 m vrije slag   | 49,06   | 29     | niet geplaatst | niet geplaatst | niet geplaatst | niet geplaatst |
| Javier Acevedo                                                        | 100 m rugslag      | 54,19   | 20     | niet geplaatst | niet geplaatst | niet geplaatst | niet geplaatst |
| Blake Tierney                                                         | 100 m rugslag      | 53,89   | 15 Q   | 53,71          | 16             | niet geplaatst | niet geplaatst |
| Blake Tierney                                                         | 200 m rugslag      | 1.58,39 | 19     | niet geplaatst | niet geplaatst | niet geplaatst | niet geplaatst |
| Finlay Knox                                                           | 200 m wisselslag   | 1.58,97 | 13 Q   | 1.57,76        | 8 Q            | 1.58,26        | 8              |
| Tristan Jankovics                                                     | 400 m wisselslag   | 4.18,23 | 16     | n.v.t.         | n.v.t.         | niet geplaatst | niet geplaatst |
| Javier Acevedo Yuri Kisil Finlay Knox Josh Liendo                     | 4x100 m vrije slag | 3.12,77 | 3 Q    | n.v.t.         | n.v.t.         | 3.12,18        | 6              |
| Alex Axon Jeremy Bagshaw Patrick Hussey Lorne Wigginton               | 4x200 m vrije slag | 7.12,07 | 14     | n.v.t.         | n.v.t.         | niet geplaatst | niet geplaatst |
| Blake Tierney Finlay Knox Ilya Kharun Joshua Liendo Javier Acevedo[b] | 4x100 m wisselslag | 3.32,33 | 7 Q    | n.v.t.         | n.v.t.         | 3.31,27        | 5              |

Vrouwen
| atleet | onderdeel             | series  | series | halve finale   | halve finale   | finale         | finale         |
| atleet | onderdeel             | tijd    | rang   | tijd           | rang           | tijd           | rang           |
| --- | --------------------- | ------- | ------ | -------------- | -------------- | -------------- | -------------- |
| Taylor Ruck | 50 m vrije slag       | 24,57   | =8 Q   | 24,72          | 13             | niet geplaatst | niet geplaatst |
| Maggie Mac Neil                                                                                                 | 100 m vrije slag      | 54,16   | 16 Q   | DNS            | DNS            | niet geplaatst | niet geplaatst |
| Mary-Sophie Harvey                                                                                              | 200 m vrije slag      | 1.56,21 | 2 Q    | 1.56,37        | 8 Q            | 1.55,29        | 4              |
| Summer McIntosh                                                                                                 | 400 m vrije slag      | 4.02,65 | 4 Q    | n.v.t.         | n.v.t.         | 3.58,37        | Zilver         |
| Ingrid Wilm | 100 m rugslag         | 1.00,06 | 12 Q   | 59,10          | 6 Q            | 59,25          | 6              |
| Kylie Masse | 100 m rugslag         | 59,06   | 4 Q    | 58,82          | 5 Q            | 58,29          | 4              |
| Kylie Masse | 200 m rugslag         | 2.08,54 | 2 Q    | 2.07,92        | 5 Q            | 2.05,57        | Brons          |
| Regan Rathwell                                                                                                  | 200 m rugslag         | 2.12,21 | 22     | niet geplaatst | niet geplaatst | niet geplaatst | niet geplaatst |
| Sophie Angus | 100 m schoolslag      | 1.06,93 | 18     | niet geplaatst | niet geplaatst | niet geplaatst | niet geplaatst |
| Sydney Pickrem                                                                                                  | 200 m schoolslag      | 2.25,45 | 13 Q   | 2.24,03        | 9              | niet geplaatst | niet geplaatst |
| Kelsey Wog | 200 m schoolslag      | 2.25,11 | 12 Q   | 2.24,82        | 13             | niet geplaatst | niet geplaatst |
| Maggie Mac Neil                                                                                                 | 100 m vlinderslag     | 57,00   | 7 Q    | 56,55          | 3 Q            | 56,44          | 5              |
| Rebecca Smith                                                                                                   | 100 m vlinderslag     | 58,85   | 24     | niet geplaatst | niet geplaatst | niet geplaatst | niet geplaatst |
| Summer McIntosh                                                                                                 | 200 m vlinderslag     | 2.07,70 | 6 Q    | 2.04,87        | 1 Q            | 2.03,03 OR     | Goud           |
| Summer McIntosh                                                                                                 | 200 m wisselslag      | 2.09,90 | 1 Q    | 2.08,30        | 2 Q            | 2.06,56 OR NR  | Goud           |
| Summer McIntosh                                                                                                 | 400 m wisselslag      | 4.37,35 | 3 Q    | n.v.t.         | n.v.t.         | 4.27,71        | Goud           |
| Ella Jansen | 400 m wisselslag      | 4.42,06 | 11     | n.v.t.         | n.v.t.         | niet geplaatst | niet geplaatst |
| Sydney Pickrem                                                                                                  | 200 m wisselslag      | 2.10,63 | 4 Q    | 2.09,65        | 6 Q            | 2.09,74        | 6              |
| Maggie Mac Neil Summer McIntosh Penny Oleksiak Taylor Ruck Brooklyn Douthwright[b] Mary-Sophie Harvey[b]        | 4x100 m vrije slag    | 3.35,29 | 4 Q    | n.v.t.         | n.v.t.         | 3.32,99        | 4              |
| Julie Brousseau Mary-Sophie Harvey Summer McIntosh Emma O'Croinin                                               | 4x200 m vrije slag    | 7.53,03 | 6 Q    | n.v.t.         | n.v.t.         | 7.46,05        | 4              |
| Ingrid Wilm[b] Sophie Angus Mary-Sophie Harvey[b] Penny Oleksiak[b] Kylie Masse Maggie Mac Neil Summer McIntosh | 4x100 m wisselslag    | 3.56,10 | 2 Q    | n.v.t.         | n.v.t.         | 3.53,91        | 4              |
| Emma Finlin | 10km openwaterzwemmen | n.v.t.  | n.v.t. | n.v.t.         | n.v.t.         | 2.22.06,5      | 23             |

Gemengd
| atleet                                                                                               | onderdeel          | series  | series | halve finale | halve finale | finale  | finale |
| atleet                                                                                               | onderdeel          | tijd    | rang   | tijd         | rang         | tijd    | rang   |
| --- | ------------------ | ------- | ------ | ------------ | ------------ | ------- | ------ |
| Apollo Hess[b] Finlay Knox Joshua Liendo Maggie Mac Neil Kylie Masse Taylor Ruck[b] Blake Tierney[b] | 4x100 m wisselslag | 3.43,87 | 6 Q    | n.v.t.       | n.v.t.       | 3.41,41 | 5      |

[b]Zwom niet mee in de finale